# 鹿児島本線
鹿児島本線（かごしまほんせん）は、福岡県北九州市門司区の門司港駅から小倉駅・博多駅・熊本駅などを経由して熊本県八代市の八代駅までと、鹿児島県薩摩川内市の川内駅から鹿児島県鹿児島市の鹿児島中央駅を経由して同市の鹿児島駅までを結ぶ九州旅客鉄道（JR九州）の鉄道路線（幹線）である。このほか、日本貨物鉄道（JR貨物）の路線として香椎駅 - 福岡貨物ターミナル駅間の貨物支線がある。
元々は門司港駅から鹿児島駅までを途切れる区間なく結んでいた路線であった。2004年に九州新幹線の新八代駅 - 鹿児島中央駅間が開業した際に、第三セクター鉄道に移管された区間（八代駅 - 川内駅間）については「肥薩おれんじ鉄道線」も参照（経緯は「概要」節を参照）。

## 概要
九州の西岸を南北に縦貫するJR九州の重要幹線であり、北九州市、福岡市、熊本市などの都市を相互に結ぶと共に、鹿児島都市圏の都市圏輸送を担う。
北九州・福岡都市圏（福北大都市圏）では快速・普通列車が数多く設定されている。特に北九州市内では主要な市街地を多く経由していることから、市内交通の大動脈を担っている。また小倉駅 - 博多駅間は西日本旅客鉄道（JR西日本）が運行する山陽新幹線や西鉄バスの高速バス（福岡 - 北九州線）に対抗するため、多数の特急列車や快速列車が運行され、北九州市 - 福岡市間の都市間連絡鉄道（インターアーバン）としての役割をもつ。博多駅 - 大牟田駅間は福岡都心側のターミナル駅が異なるものの、西日本鉄道（西鉄）の天神大牟田線（西鉄福岡（天神）駅 - 大牟田駅）と並行しており競合関係にある。小倉駅 - 鳥栖駅間では九州最大のターミナル駅である博多駅を起点として、日豊本線方面や長崎本線方面への特急列車も多く運転されている。ほかにJR貨物による貨物列車の運行も行われており、北九州市内の門司駅 - 折尾駅間は複々線（門司駅 - 黒崎駅間は貨客分離、黒崎駅 - 折尾駅間は福北ゆたか線と並走）となっている。
元来は門司港駅 - 鹿児島駅間が一連の路線であり、福岡・熊本・鹿児島各県相互の都市間輸送の一翼を担っていたが、2004年（平成16年）3月13日に九州新幹線の新八代駅 - 鹿児島中央駅間が開業した際に、並行在来線区間のうち八代駅 - 川内駅間が第三セクター会社の肥薩おれんじ鉄道に経営が移管され、鹿児島本線は門司港駅 - 八代駅間と川内駅 - 鹿児島中央駅間の2区間に分断される形となった。一方で、川内駅 - 鹿児島中央駅間ならびに2011年に全線開業した時の並行在来線区間である博多駅 - 新八代駅 - 八代駅間については九州新幹線開業後も経営分離されず、JR九州が引き続き経営している。
| 区間              | 距離     | 事業者           | 路線名             | 移管（廃止）日 |
| ----------------- | -------- | ---------------- | ------------------ | -------------- |
| 門司港駅 - 八代駅 | 232.3 km | JR九州           | 鹿児島本線         | 存続           |
| 八代駅 - 川内駅   | 116.9 km | 肥薩おれんじ鉄道 | 肥薩おれんじ鉄道線 | 2004年3月13日  |
| 川内駅 - 鹿児島駅 | 49.3 km  | JR九州           | 鹿児島本線         | 存続           |

九州新幹線全線開業後、当路線で運行されていた特急「リレーつばめ」と「有明」は早朝・深夜の「有明」を除いて廃止され、都市間輸送を新幹線に移行させたため、地域輸送が主体となった。それまでの博多駅 - 鳥栖駅間は多数の特急列車が設定され非常に過密なダイヤであったが、それも若干緩和されることになった。

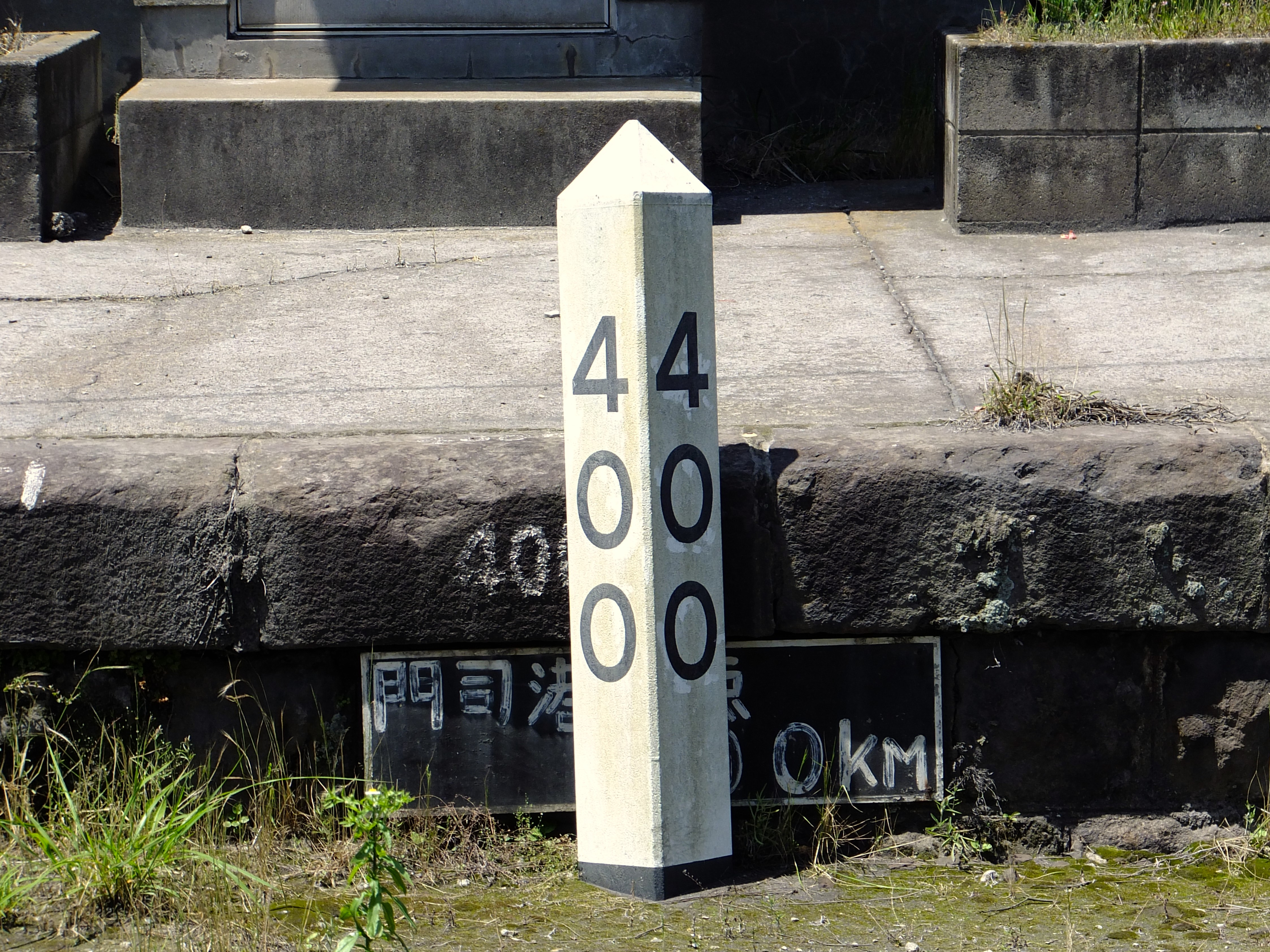
鹿児島駅構内に残る400キロポスト（2013年5月5日撮影）

上述の経緯もあり、キロポストは肥薩おれんじ鉄道線内および川内駅 - 鹿児島駅間においても九州新幹線部分開業以前のまま門司港駅起点からの通算表示となっており、八代駅構内に肥薩おれんじ鉄道線用の0キロポストは無い。なお、鹿児島駅構内には門司港駅起点400.0kmのキロポストがあるが、門司港駅 - 鹿児島駅間の総距離が現実にちょうど400.0kmだったのは、1927年（昭和2年）から1963年（昭和38年）までであり、1963年の博多駅移転による経路変更で0.5km短縮、1999年（平成11年）の枝光駅 - 八幡駅間の経路変更でさらに1.0km短縮され、合わせて約1.5km短縮されているため、2004年3月まで鹿児島本線の一部だった肥薩おれんじ鉄道線116.9kmを含めた門司港駅 - 鹿児島駅間の実際の距離は398.5kmである。
門司港駅 - 鳥栖駅間は旅客営業規則の定める「福岡近郊区間」に含まれている。また、全線がIC乗車カード「SUGOCA」の利用可能エリアとなっている（2009年3月1日に門司港駅 - 荒尾駅間で導入、2012年12月1日に荒尾駅 - 八代駅間、川内駅 - 鹿児島中央駅間に利用可能エリアを拡大）。なお、門司港駅 - 八代駅間（福岡・佐賀・大分・熊本エリア）と、川内駅 - 鹿児島中央駅間（鹿児島エリア）は利用エリアが異なるため、この両エリアをまたいだSUGOCA利用はできない。なお、門司港駅 - 羽犬塚駅間の旅客駅全駅および大牟田駅では、かつて、福岡都市圏の磁気乗車カード「ワイワイカード」が使用可能となっていた。
JR西日本が運営する山陽新幹線の小倉駅 - 博多駅間（実キロ55.9 km）は、国鉄時代に制定された「線路名称」上で鹿児島本線の無名枝線（1982年までは線増）という扱いとなっていた経緯から、両者の営業キロが鹿児島本線の67.2kmにそろえられている。ただし、1996年（平成8年）1月10日以降はJR九州がJR西日本と異なる運賃体系を導入したため両者の運賃が異なっており、乗車券購入時には新幹線・在来線（鹿児島本線）のどちらを利用するかを前もって指定する必要がある（これは山陽新幹線が山陽本線・鹿児島本線と並行する新下関駅 - 小倉駅間も同様。「山陽新幹線#新下関 - 博多間の取り扱い」も参照）。
2018年（平成30年）9月28日、門司港駅 - 荒尾駅間で駅ナンバリングが制定された。路線記号は門司港駅 - 吉塚駅間がJA（山陽本線と重複）、竹下駅 - 荒尾駅間がJBである。JA・JB両区間の駅番号の起点となる博多駅は路線記号を使わず、00としている。ラインカラーは赤。

## 路線データ
- 管轄・路線距離（営業キロ）：
  - 九州旅客鉄道（第一種鉄道事業者）・日本貨物鉄道（第二種鉄道事業者）
    - 門司港駅 - 八代駅間 232.3 km
    - 川内駅 - 鹿児島駅間 49.3 km

  - 日本貨物鉄道（第一種鉄道事業者）
    - 香椎駅 - 福岡貨物ターミナル駅間 3.7 km : 通称「博多臨港線」
- 軌間：1067mm
- 駅数：102 
  - 旅客駅：96（各区間の起終点駅含む、東小倉駅を除く）
    - 上記の駅のうち鹿児島本線所属駅に限定すると、西小倉駅（日豊本線所属[8]）が除外され、95駅となる。なお、JR九州の有価証券報告書には、2018年3月31日時点で96駅と記載されており[9]、名目上旅客併設駅である東小倉駅も計上されている。

  - 貨物駅：6（各区間の起終点駅・東小倉駅を含む、旅客併設駅を除く）
- 閉塞方式：複線自動閉塞式（複線区間）、単線自動閉塞式（単線区間）[2][3]
- 保安装置：
  - ATS-DK（全線）
  - ATS-SK（DK併用）
- 複線区間：
  - 複々線：
    - 門司駅 - 折尾駅間（小倉駅 - 黒崎駅間が貨客分離、黒崎駅 - 折尾駅間は福北ゆたか線用の複線が別にある）
    - 博多駅 - 竹下駅間（博多運転区への小運転線が並行し、複々線を形成する。竹下駅の博多駅寄りに渡り線があり、異常時は転線することも可能）

  - 3線：
    - 吉塚駅 - 博多駅間（うち1線は福北ゆたか線用の単線）
    - 南福岡駅 - 春日駅間

  - 複線：
    - 門司港駅 - 門司駅間
    - 折尾駅 - 吉塚駅間
    - 竹下駅 - 南福岡駅間
    - 春日駅 - 八代駅間
    - 木場茶屋駅 - 串木野駅間
    - 東市来駅 - 鹿児島駅間
- 電化区間：全線（交流20,000V・60 Hz）
- 最高速度
  - 130 km/h（門司港駅 - 八代駅間[4]）
  - 95 km/h（川内駅 - 鹿児島駅間[4]）
- 運転指令所：博多総合指令センター

各支社の管轄区間は以下のようになっている。
- JR九州本社鉄道事業本部：門司港駅 - 大牟田駅間
- JR九州熊本支社：荒尾駅 - 八代駅間
- JR九州鹿児島支社：川内駅 - 鹿児島駅間

本社と熊本支社の境界は福岡県と熊本県の県境付近に設置されている。
- 列車位置情報システム「どれどれ」配信区間：全線（門司港-八代間、川内-鹿児島間）

### 旅客運賃・乗車券関連
旅客運賃体系
後述の大都市近郊区間を含み幹線運賃
大都市近郊区間（旅客営業規則による）
- 福岡近郊区間 ： 門司港駅 - 鳥栖駅間

IC乗車カード対応区間
- SUGOCA福岡・佐賀・大分・熊本エリア ： 門司港駅 - 八代駅間
- SUGOCA鹿児島エリア ： 川内駅 - 鹿児島駅間

### 利用状況
各年度の平均通過人員（人/日）および旅客運輸収入は以下のとおりである。九州新幹線が開業し、特急列車が廃止された区間は大幅に減少している。
| 年度                    | 平均通過人員（人/日） | 平均通過人員（人/日） | 平均通過人員（人/日） | 平均通過人員（人/日） | 平均通過人員（人/日） | 平均通過人員（人/日） | 平均通過人員（人/日） | 平均通過人員（人/日） | 平均通過人員（人/日） | 旅客運輸収入 （百万円/年） | 出典   |
| 年度                    | 全区間                | 門司港 - 小倉         | 小倉 - 博多           | 博多 - 久留米         | 久留米 - 大牟田       | 大牟田 - 熊本         | 熊本 - 八代           | 川内 - 鹿児島中央     | 鹿児島中央 - 鹿児島   | 旅客運輸収入 （百万円/年） | 出典   |
| ----------------------- | --------------------- | --------------------- | --------------------- | --------------------- | --------------------- | --------------------- | --------------------- | --------------------- | --------------------- | -------------------------- | ------ |
| 1987年度 （昭和62年度） | 25,138                | 29,689                | 68,929                | 46,908                | 16,115                | 16,900                | 17,266                | 11,252                | 9,962                 |                            | [ 10 ] |
| 2016年度 （平成28年度） | 34,432                | 23,605                | 82,866                | 68,589                | 9,414                 | 7,000                 | 10,670                | 7,385                 | 11,811                | 44,265                     | [ 10 ] |
| 2017年度 （平成29年度） | 34,649                | 23,849                | 83,716                | 68,642                | 9,311                 | 6,989                 | 10,793                | 7,360                 | 11,900                | 44,855                     | [ 11 ] |
| 2018年度 （平成30年度） | 34,292                | 24,075                | 82,713                | 68,269                | 8,843                 | 6,942                 | 10,548                | 7,452                 | 11,917                | 44,447                     | [ 12 ] |
| 2019年度 （令和元年度） | 33,740                | 23,966                | 81,627                | 66,780                | 8,391                 | 6,890                 | 10,514                | 7,268                 | 11,724                | 44,222                     | [ 13 ] |
| 2020年度 （令和02年度） | 23,187                | 16,637                | 56,372                | 43,398                | 5,877                 | 4,785                 | 7,744                 | 5,881                 | 9,088                 | 26,942                     | [ 14 ] |
| 2021年度 （令和03年度） | 25,506                | 17,858                | 62,341                | 47,900                | 6,384                 | 5,458                 | 8,371                 | 5,971                 | 9,398                 | 30,681                     | [ 15 ] |
| 2022年度 （令和04年度） | 28,818                | 19,941                | 70,151                | 56,286                | 6,930                 | 5,983                 | 9,024                 | 6,324                 | 9,980                 | 37,257                     | [ 16 ] |

## 沿線概況
この項目は下りを主体としている。鹿児島中央駅 - 鹿児島駅間も鹿児島本線であるが、同区間は運転系統上日豊本線の一部として扱われていることを踏まえ、ここでは記載しない。

### 門司港駅 - 小倉駅間
門司港駅は駅舎としては九州で唯一、国の重要文化財に指定されている。門司港レトロ地区にあり、その中心駅に相応しい駅舎である。ここは鹿児島本線の起点であり、九州の鉄道の起点とされる。2019年に1914年建設当時の姿に駅舎を修復する工事が完成した。
門司港駅を発車すると、しばらく国道3号と国道199号に挟まれた区間を走る。この区間はしばらく、左側には山が迫り、右側には古い工場・倉庫群の間から関門海峡と対岸の下関市の街並みを見ることができる。
小森江駅を過ぎると、まもなく関門トンネル出口より山陽本線が地上に現れて並走し、門司駅に到着する。正式には山陽本線は門司駅が終点であるため、この駅が九州の鉄道の玄関口と称することもできる。ただし、運転系統上の山陽本線の終点は小倉駅である。
門司駅を発車すると、貨物駅を横目に見つつ門司区より小倉北区へ入り、山陽新幹線の高架を潜り、チャチャタウン小倉付近を通過すると、北九州市最大の繁華街の中心、小倉駅に到着する。日豊本線や日田彦山線も小倉駅まで直通し、北九州モノレール小倉線も利用できる。

### 小倉駅 - 赤間駅間
小倉駅を発車すると、日豊本線・日田彦山線と並走し、まもなく西小倉駅に到着する。付近にはリバーウォーク北九州がある。過去には日豊本線のみしかホームがなく、鹿児島本線は通過していたが、1987年（昭和62年）10月1日に鹿児島本線にもホームが設置され、現在は特急以外のすべての列車が停車する。
西小倉駅を発車してまもなく、日豊本線・日田彦山線が左に曲がって行き、鹿児島本線から離れる。その後すぐに、並走していた山陽新幹線が鹿児島本線を右から左へ乗り越え、鹿児島本線から分かれる。その直後に北九州高速2号線・3号線が交差する東港JCTの直下を通過する。戸畑区に入ると、国道199号と北九州高速2号線が右から接近、国道199号が跨線橋により左側に移り、国道と北九州高速に挟まれると、まもなく九州工大前駅に到着する。駅の北側は工業地帯が広がっている。
九州工大前駅を出ると、北九州高速2号線は旧若戸大橋料金所で右にそれ、しばらく走ると戸畑駅に到着する。駅南側は、戸畑区の中心商店街を形成している。この駅付近より真っ赤な若戸大橋がかなり目立って見える。
戸畑駅を出ると、これまで複々線として並走してきた貨物線から左にそれ、見た目では旅客線のみの複線となる。福岡県道50号八幡戸畑線を鉄道橋により乗り越えると、まもなく牧山トンネルに入る。この区間で八幡東区へ入る。トンネルを出て再び鉄道橋により福岡県道50号八幡戸畑線を乗り越えて左手に並走すると高架区間になり、枝光駅に到着する。駅は古くからの市街地にあり、住宅や商店が密集する地域である。
枝光駅を発車すると、しばらく離れた場所を走っていた貨物線が再び右手から接近、旅客線と並走し始め、再び複々線を呈する。同時に左手からは、日本製鉄（旧新日本製鐵→新日鐵住金）八幡製鉄所鉱滓鉄道（くろがね線）が接近し、旅客線の左手を並走し、この区間は北九州高速5号線も貨物線のさらに右手を並走する。まもなく、左手にはTHE OUTLETS KITAKYUSHU（2018年1月1日に閉園したスペースワールドの跡地）が見える。スペースワールド旧正面ゲート付近を通過すると、くろがね線は鹿児島本線を潜り、右手に分かれる。THE OUTLETS KITAKYUSHUをわずかに通過すると、スペースワールド駅に到着する。駅名の通り、スペースワールドの最寄りであった駅である。同駅が開業するまでは、枝光駅が最寄り駅とされてきていた。駅周辺は、日本製鉄八幡製鉄所の遊休地を利用した再開発地域であるため、幅の広い道路がある、区画の整った地域であり、電線が埋設されたりするなど近代的な街並みを形成している。駅ホームではスペースワールドの営業時間内に限り、スペースワールドの音楽が流されていた。
スペースワールド駅を発車すると、右手を走っていた北九州高速5号線が大きく左に曲線を描き、鹿児島本線を乗り越える。再び地上に下り左手より国道3号が並走し始めると、八幡駅に到着する。2008年（平成20年）に新駅ビルがグランドオープンするなど、駅舎は新しくなった。駅の北側は日本製鉄八幡製鉄所の遊休地を利用した再開発が行われている。
八幡駅を発車すると、八幡西区に入り、福岡県道273号築地汐入線がアンダーパスになっている箇所を過ぎると、黒崎駅に到着する。同駅には筑豊電鉄線が乗り入れている。ただし、筑豊電鉄の駅名は「黒崎駅前駅」である。また、福北ゆたか線は同駅より鹿児島本線とは別系統として運転するが、折尾駅までは鹿児島本線と同じルートを経由する（福北ゆたか線は同駅より小倉方面は鹿児島本線に直通している）。
黒崎駅を発車すると、福北ゆたか線・筑豊電鉄線と並走する。まもなく、左手の筑豊電鉄西黒崎駅を通過する。その後、福岡県道279号本城熊手線の黒崎跨線橋を潜ると、右手に県道279号が並走し左手の筑豊電鉄熊西駅を通過する。桜ヶ丘町付近で筑豊電鉄線は左に曲線を描き、鹿児島本線・福北ゆたか線から離れる。この付近で並走していた国道3号が左手に、県道279号が右手に分かれ、やはり右手に皇后崎浄化センターを望むと、まもなく陣原駅に到着する。熊西駅（筑豊電鉄）- 折尾駅間の左側には1999年（平成11年）に廃止となった西鉄北九州線の専用軌道の廃線跡が随所で見ることができる。
陣原駅を発車すると、福岡県道11号有毛引野線を潜り、やや左に曲線を描く。再び国道3号がわずかに並走し、すぐに鹿児島本線は右に、国道3号は左に曲線を描いて離れる。その後、金山川を渡り、まもなく左へ曲がり始め折尾駅に到着する。折尾駅の鹿児島本線ホームは左にカーブしている。なお、筑豊本線とは鹿児島本線が利用できる駅舎の所で十字に交差していたが、2019年3月16日以降は筑豊本線は新設の高架ホームから発着している。2022年3月11日までは同駅の手前で鹿児島本線から筑豊本線への短絡線が分岐し、その先に福北ゆたか線のホームA・Bのりば（旧6・7番のりば）と専用の駅舎（鷹見口）があった。同駅でこれまで続いた鹿児島本線の貨客分離による複々線区間は終了し、複線となる。折尾駅周辺は大学などの教育機関が多く、学生の利用者も多い。折尾駅は日本最古の立体交差駅で、東口にルネッサンス様式の駅舎があった。また、駅構内の高架の下を通る通路は赤煉瓦造りとなっていたが、折尾駅周辺連続立体交差事業により取り壊されており現存していない。
折尾駅を発車すると、ホーム手前から続く曲線がわずかに続き、左手の筑豊本線につながる線路がトンネルに入って行き、右手から並行してきた筑豊本線が折尾トンネルに入り鹿児島本線の下を潜って左手に分かれて行く。右手に国道199号が並走してくると、まもなく国道3号を潜り、北九州市を抜け、水巻町に入る。その後、両国道から離れる。県道バイパス南北縦貫道路を越えると、水巻駅へ。
その後、国道3号と並走し、まもなく九州で唯一鮭が遡上する遠賀川を渡り、遠賀町へ入る。遠賀川を渡り切ると、左手には遠賀総合運動公園が見える。また、国道3号が右手に分かれ、福岡県道299号岡垣遠賀線と並走を始める。遠賀総合運動公園が左後方に離れると、遠賀川駅である。
その後、おんが自動車学校を左手に通過し、福岡県道299号岡垣遠賀線が右に離れる。その後、右に曲線を描き、岡垣町に入ると、一旦県道299号に接近し、左に曲がって再び離れる。福岡県道87号岡垣宮田線を越えて右に曲がると、海老津駅へ。
海老津駅を出ると、左へ曲がる。福岡県道287号岡垣宗像線を通過、その後一旦県道287号が接近し離れ、築堤跡や海老津赤煉瓦アーチなどの城山トンネル開通時に廃線となった旧線の遺構と並走し、城山トンネルに入る。トンネル通過時に国道3号を2度潜るが、一度目に国道3号を潜った直後に宗像市に入る。城山トンネルを抜け、しばらく南進し右に曲線を描いて国道3号を潜り、福岡県道69号宗像玄海線南の切通しを走行すると、まもなく道路橋に設置された橋上駅舎を持つ教育大前駅である。
教育大前駅を出ると、田園の中を県道69号と並走を続け、宗像市の中心である赤間駅に到着する。城山峠から赤間駅までの国道3号・県道69号もまた、鹿児島本線旧線の路盤を道路に用地転用したものであり、当時建設された煉瓦橋梁が道路橋梁として現在も使われている姿を見ることができる。赤間駅の南側の釣川の対岸にはビバモール赤間がある。

### 赤間駅 - 博多駅間
赤間駅を発車すると、左へカーブしながら福岡県道69号宗像玄海線から離れる。釣川を渡り福岡県道92号宗像篠栗線の跨線橋を潜り、しばらく進んだところが東郷駅。付近には日の里団地や宗像ユリックスがある。
東郷駅を出ると、築堤上を右手の福岡県道97号福間宗像玄海線を見下ろしながら県道97号と並走する。左手の福岡県道530号畦町村山田線とも並走し、まもなく国道3号に一旦接近する。国道3号に接近後は県道530号も離れるが、県道97号は引き続き並走する。右へ大きく曲線を描き、沖ノ端踏み切りから福津市へと入る。左へ小さくカーブし東福間駅へ。同駅付近は福岡・北九州のベッドタウンとしての傾向が強く、同駅は住宅団地の発達に伴い開設されたものである。
東福間駅を出ると、福岡県道531号内殿手光線を越え、左へ曲線を描き、福岡県道97号福間宗像玄海線から離れると福岡県道30号飯塚福間線を越え、福間駅へ。同駅は2010年2月27日に駅舎が移転・新築開業して面目を一新し、それまでの古い木造駅舎は解体撤去された。宮地嶽神社の最寄り駅でもあることから、大晦日から元日にかけては初詣客で賑わい、多くの臨時列車が発着する。
福間駅を出ると、やや左に曲線を描いた後は直線が続き、古賀市へ入ると千鳥駅へ。その後、左手に古賀自動車学校を望み福岡県道35号筑紫野古賀線を潜る。その後は直線区間が続き、古賀市の中心古賀駅へ。駅前は中心商店街となっており、東口の駅前広場には特徴的なオブジェがある。
古賀駅を発車しても、直線が続く。その途中でししぶ駅へ到着する。駅開業から日が浅いため、駅周辺には比較的人気の少ない閑静な住宅街が広がり、開発途中の場所も所々で見られる。博多側には工場や発電所が軒を連ねる。駅前の西口はミニバスなどののりばや駐輪場が整備されているが、東口の方はまだ整備の途中段階にある。
ししぶ駅を発車し、その後緩やかに右へ曲線を描き、新宮町へ入ると国道495号に接近する。新宮町の中心部に入ると新宮中央駅に到着する。その後は再び直線が続き福岡市東区に入った直後に福工大前駅へ到着する。この辺りから市街集積化の進行が顕著になり、駅周辺は高層マンションが増えてきている。
福工大前駅を発車すると、ゆるやかに左へ曲がり、右手の和白通り（国道495号）と並走する。和白通りと完全に並走し始めると、まもなく右後方から左前方へと走る香椎線の跨線橋を潜る。香椎線はいったん左へ離れるが、ほぼ並走状態となる。和白通りとは引き続き並走し、香椎線がやや鹿児島本線に接近してくると、九産大前駅である。すぐ横を香椎線が通っているがホームはない。
九産大前駅を出ると、左手に同駅の駅名の由来となった九州産業大学を見つつ、まもなく一旦離れていた香椎線の単線が接近した後に完全に並走し、複々線状態となる。そのまま国道3号を潜り、福岡県道504号町川原福岡線を潜ると、まもなく香椎駅へ到着する。福岡市内のJR九州の駅では博多駅に次ぐ規模であり、福岡の副都心として発展している。また、150メートルほど西には西鉄香椎駅がある。
香椎駅を出ると、まもなく並走していた香椎線が左に分かれる。その後、西鉄貝塚線が右手から接近し、香椎宮前駅（西鉄貝塚線のみの駅）付近より完全に並走する。その後、列車は千早駅へ。同駅で西鉄貝塚線へ乗り換えができる。なお、西鉄の駅は「西鉄千早駅」であるが、駅舎はJR九州・西鉄ともに一体化している。2003年（平成15年）に開業し、福岡の東の副都心を香椎と同様に形成する。2006年（平成18年）には駅ビル「フレスタ千早」がオープンした。駅周辺は、高層マンションの建設ラッシュである。
千早駅を発車すると、西鉄貝塚線と並走を続け、やや右に曲線を切ったところが西鉄の名島駅である。かつて存在した名島城にちなんだ和風造りの駅舎を有する同駅は、やはり鹿児島本線にホームがないため右手に通過する。その後、国道3号が接近。西鉄貝塚線が国道3号と並走し、鹿児島本線が左に離れながら、多々良川を渡る。多々良川を渡り終えると、国道を含む3線が左に曲がり、鹿児島本線と西鉄貝塚線は福岡県道550号浜新建堅粕線を挟み、再び並走する。福岡高速4号線を潜ると、西鉄貝塚線は終点の貝塚駅へ。この駅より先は福岡市地下鉄箱崎線の地上区間となる。この線は福岡市地下鉄空港線の天神に直通しているが、貝塚線と箱崎線の直通運転は行われていない。ただし、駅舎は同一となっている。
鹿児島本線は福岡県道550号浜新建堅粕線を挟んで右手に九州大学箱崎キャンパス跡地、左手に住宅団地を望みながら南進する。福岡県道21号福岡直方線を越えると箱崎駅で、左手から福北ゆたか線が接近して複々線となり、博多区へ入ると吉塚駅である。吉塚駅は福岡県庁の最寄り駅である。駅ナカには「フレスタよしづか」がある。
吉塚駅を発車すると、なおも福北ゆたか線と並走し、まもなく左手から山陽新幹線も加わり、2複線1単線の5線が並走する。福岡県道607号福岡篠栗線を越え、その後福岡県道550号浜新建堅粕線が右手に分かれ、地上を走る国道3号と高架の福岡高速2号線の間をすり抜けると、まもなく九州最大のターミナル駅である博多駅へ到着する。並走してきた福北ゆたか線は同駅止まりであり、博多駅より先の鹿児島本線下りには直通していない。
福岡市地下鉄空港線・七隈線や山陽新幹線、九州新幹線、博多南線が利用できる。筑肥線の列車は姪浜駅より空港線へ直通し、博多駅を経由、福岡空港駅まで乗り入れる。また、博多駅より西唐津駅まで直通している。博多南線は山陽新幹線の博多総合車両所への回送線を旅客化したものである。全列車愛称なしの「特急」扱いで、特急料金が必要。新幹線の車両を用いているが、在来線扱いである。JR西日本に所属する。
博多駅は天神地区と並ぶ福岡市の都心であり、駅ビルには多数の大規模商業施設が入る。博多ステーションビル（駅ビル）はJR博多シティビルへ改築され、九州新幹線鹿児島ルートの全線開業を9日後に控えた2011年3月3日に開業している。駅前には博多バスターミナルがあり、福岡市内および九州各地への交通の拠点となっている。

### 博多駅 - 久留米駅間
博多駅を出発後しばらくは九州新幹線・博多南線と並走する。竹下駅構内には博多運転区があり、香椎線で運用されていた気動車が留置されていることがある。竹下駅を出ると九州新幹線・博多南線は南西方向に分かれ、同線の高架下を通過後は福岡県道505号と交差し、笹原駅に到着する。同駅出発後はすぐに福岡高速5号線の高架下及び国道202号外環状道路のアンダーパスを通過し、西鉄天神大牟田線の跨線橋下を通過すると福岡市南区に入り、右手に春日市立春日北中学校、精華女子短期大学や、陸上自衛隊福岡駐屯地が見えてくると南福岡駅に到着する。同駅に特急は停車しないが、構内に南福岡車両区・南福岡運転区がある大規模な駅であり、博多駅と九州各地とを結ぶ特急に使われる車両などが多数所属している。南福岡駅を出発するとすぐに春日市に入り、春日駅に到着。右手すぐにクローバープラザ、春日市役所や福岡県営春日公園などがあり、航空自衛隊春日基地も市役所西隣に位置する。出発後、右手にUR都市機構春日公園団地を確認すると福岡県道580号の跨線橋下を通過してすぐに大野城市に入り大野城駅に到着する。同駅の右手（西側）には、福岡県立春日高等学校、九州大学筑紫キャンパスがあるため、学生の乗降客も多い。大野城駅を出発して出て左手にイオン下大利店が見えると線路は左にカーブし、その終わり少し先に水城駅がある。なお、現在、イオン下大利店は閉店して、再開発を行っている。同駅左手（北側）には南福岡自動車学校があるが、その敷地東側から本線を挟んで右手南西側に伸びているのが特別史跡「水城」である。これが大野城市と太宰府市の市境になっており、その後九州自動車道の高架下を通過すると太宰府信号場がある。同信号場は本線に加えて、列車の待避及び追い抜きを可能とするためさらに2線計4線が設けられている。同信号場通過後は九州自動車道との間隔が乖離し、太宰府市大佐野で福岡県道505号を乗り越した後は、太宰府、筑紫野両市の境界が入り組んだ地域を通過し都府楼南駅へ到着する。都府楼南駅を出発すると福岡県道112号（旧国道3号）とその間隔を縮めて並走する。同県道の市役所入口交差点のすぐ西側で福岡県道7号をまたぐ跨道橋を渡ると程なく二日市駅に到着する。
二日市駅を出発すると、直線の左手には筑紫税務署、右手には日本たばこ産業九州工場や筑紫野警察署などがあり、福岡県道31号をまたぐと天拝山駅に到着する。同駅は西側のイオンモール筑紫野を利用する乗降客も多い。この付近では旧国道3号を間に挟み、西鉄天神大牟田線とおおむね300mほどの間隔を保って並走するが、筑紫野市永岡以南はその間隔が離れていく。また、同付近で右にわずかにカーブし、以降はしばらくの区間において国道3号（筑紫野バイパス）、福岡県道・佐賀県道17号と並走する。福岡県道582号の跨道橋を通過すると、左手から筑豊本線（原田線）が合流した後、並走しながら原田駅に到着する。出発後は再び国道3号と並走し、佐賀県三養基郡基山町に入り、九州自動車道の高架下を通過するとけやき台駅東側出入り口となる歩道橋がある。同駅周辺には、駅舎と西口があるけやき台団地のほか、ゴルフプラザ基山や基山ドライビングスクールなどがある。次の基山駅では甘木鉄道甘木線に接続している。同線は基山駅以後の本線と少しの区間並走した後左手（東側）へ分岐していく。原住宅団地を右手に見た後、県道329号のアンダーパスを通過すると、基山町と鳥栖市との境界に位置する弥生が丘駅に到着。弥生が丘駅を出て、国道34号、九州自動車道・長崎自動車道鳥栖ICの高架下を通過する。県道205号と交差し、日清製粉鳥栖工場を左手に見た後、日本貨物鉄道（JR貨物）の鳥栖貨物ターミナル駅が隣接する田代駅へ到着する。同駅は久光製薬の本社および関連施設の最寄り駅であるため、これらへの通勤客の乗降がみられる。田代駅を出ると県道246号を潜り、鳥栖駅に到着する。同駅は鹿児島本線と長崎本線が分岐する交通の要衝であるためすべての旅客列車が停車し、普通列車も多くが同駅にて折り返す。
なお、この区間にある二日市駅・原田駅・田代駅・鳥栖駅は、博多駅と同じく九州鉄道（初代）開業時より現存する「九州最古の駅」でもある。
鳥栖駅を出るとしばらくは鳥栖市街地を走るが、次第に住宅地へと変わっていき、ケーズデンキ鳥栖店の横をすぎると広大なブリヂストン鳥栖工場の敷地が見えてくる。さらに工場の横を過ぎると田畑の向こうから九州新幹線の高架が合流する。その先の曲線を曲がった後、再び住宅地が見え、間もなく市街地に入ったかと思うと、肥前旭駅に到着する。
肥前旭駅を過ぎると、久留米・鳥栖へのベッドタウンとして整備された新しい住宅地が広がっており、まだ家が建設されていない空き地が多々見られる。しかしすぐに住宅地も途切れて一気に田園地帯となり、遥か彼方の脊振山地がはっきりと見えてくる。その田園地帯もすぐに終わり、今度は福岡第三の都市・久留米の市街地の遠景が見えて来たと思うと、すぐに筑後川を渡り久留米市へ入る。筑後川の河川敷には広場やウォーキングコースが整備されており、休日ともなればたくさんの人が集まる光景を見ることができる。
筑後川を渡ると左手にブリヂストンの久留米工場があり、工場の横を通り過ぎると一瞬だけ、賑やかな久留米市街地を見ることができる。そしてすぐ久留米駅に到着する。久留米駅は地元で「JR久留米」と呼ばれ、周辺は裁判所や市役所などのような公共機関が集まる場所で、商業施設の集まる西鉄久留米駅周辺とは違った性格を有している。

### 久留米駅 - 大牟田駅間
久留米駅を出ると左手に久大本線の線路が並走する。九州新幹線の高架橋を斜めに潜り、九州新幹線と久大本線を左に見る風景がしばらく続くが、やがて久大本線が離れていと、間もなく西鉄天神大牟田線を潜る。左手に九州新幹線の高架橋、右手に住宅や工場を見る光景が続く中、やがて荒木駅に到着する。荒木駅を出てしばらく行くと住宅が少なくなり、農地が目立つようになる。筑後川の支流である広川を渡り、筑後市に入ると間もなく西牟田駅に到着する。西牟田駅を出るとしばらくは農地が広がり、茶畑もみられるが、やがて工場などが目立つようになり、国道442号の八女筑後バイパスの陸橋を潜ったあたりからは住宅も多くなり、間もなく羽犬塚駅に到着する。
羽犬塚駅を出るとすぐ筑後ループ橋（福岡県道706号筑後城島線）を潜り、現在は市道となっている矢部線跡が左手に分かれていく。しばらくは住宅や工場などが続く。やがて農地が目立つようになると、新幹線開業時に南に500mほど移設された筑後船小屋駅に到着する。また、駅周辺には筑後広域公園が整備中であり、一部施設では既に利用が開始されている。筑後船小屋駅を出てしばらく行くと矢部川を渡る。鹿児島本線はここで南西方向に向きを変え、直線的に南下する九州新幹線の高架橋と分かれてゆく。国道209号を潜って佐賀線跡が近付いてくると、間もなく瀬高駅に到着する。
瀬高駅を出てすぐ国道443号の踏切を通過し、さらに同国道のバイパスである三橋瀬高バイパスを潜ると、筑後平野の田園地帯が広がる光景となる。国道209号を右手に見ながら南下すると、南瀬高駅に到着する。南瀬高駅を出て、矢部川の支流である飯江川を渡ってしばらく行くと、左手に濃施山公園の丘陵が近付いてくる。右手に並行する国道209号がいったん近付いて離れると、間もなく渡瀬駅に到着する。渡瀬駅を出て、ニコニコのり九州工場を見た後、切通しを経て田園が広がるあたりから大牟田市に入る。田園が途切れて住宅地が近付くと、吉野駅に到着する。吉野駅の左手には福岡県立ありあけ新世高等学校、右手には明光学園中学校・高等学校があり、学生の登下校利用が多い。吉野駅を出ると間もなく国道208号を潜り、同国道が左手に並行する区間に入る。熊本県道・福岡県道10号南関大牟田北線を潜ったあたりから、右手に西鉄天神大牟田線が近付いてくる。白銀川・銀水川を連続して渡った後、銀水駅に到着する。銀水駅も周辺に高等学校が多く、吉野駅と同様学生利用が多い。銀水駅を出て車窓左手に福岡県立三池高等学校が見えるあたりから、西鉄線との並走区間に入り、踏切もJR・西鉄の共同踏切となる。西鉄銀水駅を右手に見て、堂面川を渡り、大牟田中央自動車学校を左手に見ると、自動車学校を挟むように仮屋川操車場が広がるのが見える。住宅地から商業地・マンションが立ち並ぶ市街地へと入り、左手に三井化学専用線を分岐し、右手に西鉄新栄町駅を見て、三池鉄道本線（廃線）を潜り、大牟田川を渡り、国道389号（国道501号と重複）の踏切を通過すると、大牟田駅に到着する。

### 大牟田駅 - 熊本駅間
大牟田駅を出ると、左手に大牟田オフレールステーションの敷地が広がる。しばらくはマンションが林立する風景が続くが、間もなく一戸建てを中心とした住宅街となる。諏訪川を渡り、左手に国道208号及びロードサイド店舗、右手に住宅街という風景がしばらく続く。住宅街が途切れることなく熊本県荒尾市に入り、旧三井三池専用鉄道（廃線）を潜ると、間もなく荒尾駅に到着する。大牟田市と荒尾市は同一都市圏（大牟田都市圏）に属し市街地も連坦しているなど密接な繋がりを持つため、県境を跨いだ利用客も多い。
荒尾駅を出ると、国道208号が接近する付近から左手に市道が分岐していくのが見えるが、これは荒尾市営電気鉄道の跡である。しばらくは住宅街が続くが、次第に農地などが目立つ風景に変わってくる。国道389号を潜って、その直後から左側に同国道が並行し、右手に有明海の堤防が走る区間に入ると、間もなく南荒尾駅に到着する。南荒尾駅を出てもしばらくは同様の風景が続き、そのまま玉名郡長洲町に入る（国道に設置された案内標識を車窓左手から確認できる）。国道389号との並行区間が踏切とともに終わると同時に、それまでほぼ南方向に向かっていた列車は南東方向に大きく左に曲がり、陸橋を潜ってやや右に曲がると長洲駅に到着する。長洲駅からは玉名平野の田園地帯の中を突き進む。行末川を渡ると玉名市に入り、間もなく大野下駅に到着する。大野下駅を出てもしばらくは田園地帯が続くが、右手に専修大学玉名高等学校が見えるあたりから玉名市街地に入り、ループ橋を潜ると玉名駅に到着する。玉名駅からは熊本方面に向かう利用客が多い。
玉名駅を出てしばらくは市街地が続くが、支流（繁根木川）を経て菊池川に架かる鉄橋を渡ると一転して山がちな地形となる。城山トンネル以来のトンネルとなる桃田第一・桃田第二の2本のトンネル（いずれも全長は150m前後）や切通しを通り、肥後伊倉駅に到着する。肥後伊倉駅を出ると、曲線の連続区間を通りながら徐々に田園の広がる風景となり、玉名郡玉東町に入った直後に九州新幹線の高架橋を潜り、左手に国道208号が近付くと間もなく木葉駅に到着する。木葉駅を出ると再び曲線が連続し山がちな区間となり、菊池川の支流である木葉川に沿いながらしばらく熊本市との境界線を縫うように走るが、熊本市に完全に入ると間もなく田原坂駅に到着する。田原坂駅を出るとやがて上下線が大きく分かれ、下り線は田原坂トンネル（全長は900mほど）に入る（上り線にはトンネルがなく、南側に大きく迂回する）。トンネルを出て左に曲がると、間もなく植木駅に到着する。植木駅は植木町の中心からは離れているが、熊本市内であり、利用客は少なくない。
植木駅を出るとゆうかファミリーロードに沿って走る区間に入る。ゆうかファミリーロードは植木駅以北で山鹿温泉鉄道の路線跡が利用されている。右に大きく曲がって、曲線を繰り返しながら熊本県道31号熊本田原坂線を潜り、熊本保健科学大学を右手に見たところで西里駅に到着する。県道31号と並行しながら井芹川を渡り、崇城大学薬学部・芸術学部校舎を左手に見て再び井芹川を渡ると、崇城大学前駅に到着する。左手には県道31号を挟んで崇城大学池田キャンパスへと向かう斜行エレベータが設置されていて、車内からも見ることができる。崇城大学前駅を出るあたりから熊本市の市街地に入り、高架線に入る。しばらくは県道31号と並行、また右手から九州新幹線の高架橋が徐々に近づいてきて、高架化された上熊本駅に到着する。上熊本駅は熊本市電や熊本電鉄の乗換駅で、特に玉名方面から熊本市中心部に向かう客の降車が多い。
上熊本駅を出ると、上熊本の旧駅舎を移築した熊本市電上熊本電停や、熊本市電の車両基地を左手に見る。熊本城の西側を通過し、左手に坪井川、右手に北岡自然公園の森をみると間もなく熊本駅に到着する。

### 熊本駅 - 八代駅間
熊本駅から先も新幹線高架が並走する。駅を出てしばらくは豊肥本線も並走し、これが左へ分かれていった後すぐに熊本鉄道事業部熊本車両センターがある。ここを過ぎると直線が続き、西熊本駅を経て右手にルネサス セミコンダクタ マニュファクチュアリング（元のNEC九州）川尻工場が見えると川尻駅に着く。その後緑川を渡り、国道3号と並走して熊本市南区富合町に入ると左手の九州新幹線熊本総合車両所に隣接する富合駅に着く。それから宇土市に入って宇土駅から分岐する三角線が国道57号を潜って右へ分かれていく。県道297号と交差するあたりで新幹線高架とも分かれる。その後県道14号と並走して宇城市に入り、分かれて少し進むと松橋駅。その先国道266号を潜り、川を渡って直線をしばらく進み、小川駅を出ると進路をやや南西に変えてまた直線で進んでいく。途中八代郡氷川町には駅はなく、八代市に入って有佐駅・千丁駅と直線区間が続き、千丁駅から少し進んだところで部分開業時の九州新幹線への旧アプローチ線（現在は保線用）が分岐する。本線はさらに直線で進み、新幹線高架を潜って新八代駅地上ホームに着く。旧アプローチ線は分岐後に高架に上がり、左にカーブして新八代駅新幹線高架ホームに着き、対面乗り換えする形になっていた。この旧アプローチ線は特急「リレーつばめ」のみが毎時2本程度通っていた。新八代駅を出ると鹿児島本線はさらに南西へ向かう。左に大きくカーブを描き日本製紙八代工場の脇を進んで八代駅に至る。鹿児島本線はここでいったん途切れ、これ以南、川内駅までの間は九州新幹線部分開業時に経営分離した第三セクター・肥薩おれんじ鉄道線となる。また人吉駅方面に肥薩線が分岐している。八代駅までの区間はすべて複線以上であったが、以南は大部分が単線である。

### 川内駅 - 鹿児島中央駅間
川内駅を出るとすぐに九州新幹線と分かれ西へ曲がるとれいめい高等学校が見えその横が隈之城駅となる。しばらく直線が続き田重岳を左手に進むと国道3号と並走し始めた場所に木場茶屋駅となる。木場茶屋駅からは複線となり途中上下線線路が分かれる場所があり、トンネルが続く。南九州自動車道を潜り五反田川を渡りプリマハム鹿児島工場が見えたところで串木野駅となる。串木野駅からは再び単線となりゆるやかな曲線を通るとしばらく直線になり右手には神村学園が見え、2010年（平成22年）3月13日に開業した神村学園前駅に着く。この付近から再び国道3号と並走する。八房川を渡り左手に南九州自動車道が見えてくると市来駅となる。市来駅からは山道に入りゆるやかな直線を通ると右手に湯田地区の集落が見えてきたところで湯之元駅となる。湯之元を出ると曲線と下り坂が続き長里地区に入るとふたたび国道3号と並走し、江口川を渡ったところで東市来駅となる。東市来からは複線となりトンネルと田園地帯の連続である。ゆるやかな曲線を通ると伊集院駅となる。再び南九州自動車道の下を潜り、途中上下線線路が分かれる区間があるが上り線は直線区間となる。再び線路が合流したところで薩摩松元駅となる。直線区間が続いた後、薩摩松元第1トンネルを通り大きく曲がったところが上伊集院駅となる。上伊集院駅からはトンネルの連続となり上下線別々の線路を通り、山あいの区間に入る。上下線線路が合流したところで広木駅となる。下り線はトンネルとトンネルで挟まれた場所にある。右手には星ヶ峯ニュータウンが見える。トンネルを通り直線を通り、左に大きく曲がると指宿枕崎線の線路と合流し鹿児島中央駅に到着する。

## 運行形態

### 優等列車
当路線内のみ運行する列車として、門司港駅・小倉駅 - 博多駅間には特急「きらめき」があり、主に朝・夜の時間帯に設定されている。2011年3月12日改正からは、それまでの特急「有明」を系統分割する形で日中にも「きらめき」が1時間あたり1本運行されていたが、2018年3月17日改正で再び日中の運行がなくなった。車両は787系・783系が使用されている。
小倉駅 - 博多駅間では、前述の「きらめき」のほか、小倉から日豊本線を経由して博多駅 - 大分駅・佐伯駅間の「ソニック」、博多駅 - 宮崎空港駅間の「にちりんシーガイア」が運行されている。車両は883系・885系が使用されている。「ソニック」は1時間あたり約2本、「にちりんシーガイア」は1日1往復が運行されている。
このほか、筑豊本線・篠栗線（福北ゆたか線）・長崎本線・佐世保線・大村線・久大本線・三角線に直通する特急列車が運転されている。2025年3月15日改正時点で、鹿児島本線で定期運行されている特急列車は次のとおり（鹿児島中央駅 - 鹿児島駅間のみを走り日豊本線へ直通する列車を除く）。〈〉内は鹿児島本線内の区間。
- 日豊本線直通
  - きらめき：行橋駅・〈門司港駅・小倉駅 - 博多駅〉間
  - ソニック：佐伯駅・大分駅・中津駅 -〈小倉駅 - 博多駅〉間
  - にちりんシーガイア：宮崎空港駅 -〈小倉駅 - 博多駅〉間
- 筑豊本線・篠栗線（福北ゆたか線）直通
  - かいおう：直方駅 -〈吉塚駅 - 博多駅〉間
- 長崎本線直通
  - かささぎ：〈門司港駅・博多駅 - 鳥栖駅〉- 佐賀駅・肥前鹿島駅間
- 長崎本線・佐世保線・大村線直通
  - リレーかもめ：〈門司港駅・小倉駅・博多駅 - 鳥栖駅〉- 武雄温泉駅間
  - みどり・みどり（リレーかもめ）：〈博多駅 - 鳥栖駅〉- 佐世保駅間
  - ハウステンボス：〈博多駅 - 鳥栖駅〉- ハウステンボス駅間
    - 「みどり」と「ハウステンボス」は一部の列車が博多駅 - 早岐駅間で併結して運転。
- 久大本線直通
  - ゆふ：〈博多駅 - 久留米駅〉- 大分駅・別府駅間
  - ゆふいんの森：〈博多駅 - 久留米駅〉- 由布院駅・別府駅間
- 三角線直通
  - A列車で行こう：〈熊本駅 - 宇土駅〉- 三角駅間
- 周遊型列車
  - 36ぷらす3 （肥薩おれんじ鉄道線直通運転あり）

なお、上記のほかD&S列車（観光列車）として「或る列車」「かんぱち」「いちろく」が運行されているが、これらは一般旅客の利用できない団体専用列車である。

#### 過去の優等列車
関門トンネルの開通以降、首都圏・名古屋・京阪神・中国地方といった本州各地と九州を結ぶ特急・急行列車も運転されていたが、2009年（平成21年）3月14日のダイヤ改正で寝台特急「富士」「はやぶさ」が廃止されたのを最後に全廃された。
九州各地を結ぶ夜行列車も運行されていたが、博多駅 - 西鹿児島駅（現在の鹿児島中央駅）間ではこの区間で運転されていた特急「ドリームつばめ」が2004年（平成16年）3月の九州新幹線部分開業時に廃止され、博多駅 - 小倉駅間でも2011年（平成23年）3月12日の九州新幹線全線開業時に「ドリームにちりん」が廃止され消滅した。
2011年3月12日の九州新幹線全線開業直前には門司港駅・小倉駅・吉塚駅・博多駅 - 熊本駅・水前寺駅・武蔵塚駅・光の森駅・肥後大津駅間で計15往復が運転されていた特急「有明」だが、同日のダイヤ改正で博多駅 - 熊本駅間に1往復、長洲駅 - 吉塚駅間で上り1本、博多駅 - 長洲駅間に下り3本・上り1本だけの運行となった。これらの区間は九州新幹線鹿児島ルートと並行しているが、通勤輸送および新幹線運行時間外の輸送のために九州新幹線開業後も朝と夜に運行されていた。2014年3月15日のダイヤ改正で、夜行特急「ドリームつばめ」を前身とする下り博多発0時台の熊本行きが長洲行きに短縮され、上り熊本発4時台の博多行きが廃止された。さらに、2018年3月17日のダイヤ改正で長洲始発から大牟田始発に短縮された朝の上り1本を除いて廃止された。残った大牟田発博多行きの「有明」も2021年3月13日のダイヤ改正で廃止された。
2011年3月12日のダイヤ改正で、川内駅 - 鹿児島中央駅間ではホームライナー号の特急格上げにより特急「川内エクスプレス」が運行開始された が、2016年3月26日のダイヤ改正で廃止されている。この2016年3月26日の改正では特急「九州横断特急」の熊本駅 - 人吉駅間、特急「くまがわ」の全列車が廃止され、八代方面から豊肥本線に直通する特急がなくなっている。
鹿児島本線で運転された過去の主な優等列車は以下の通り。運転区間は最長のもので、〈〉内は鹿児島本線内の区間。詳細は、鹿児島本線の列車については前身の列車を含めて「有明 (列車)#鹿児島本線優等列車沿革」、東京方面との夜行列車は「東海道本線優等列車沿革」、京阪神方面との夜行・昼行列車は「山陽本線優等列車沿革」を参照のこと。
- 東京駅発着
  - はやぶさ： 東京駅 - 〈門司駅 - 西鹿児島駅〉間（廃止時点では東京駅 - 熊本駅間）
  - 富士：東京駅 - 〈門司駅 - 小倉駅〉 - 西鹿児島駅間（日豊本線経由。廃止時点では東京駅 - 大分駅間）
  - あさかぜ：東京駅 - 〈門司駅 - 博多駅〉間
  - みずほ：東京駅 - 〈門司駅 - 熊本駅〉・長崎駅間
  - さくら：東京駅 - 〈門司駅 - 鳥栖駅〉 - 長崎駅・佐世保駅間（廃止時点では東京駅 - 長崎駅間）
- 名古屋駅発着
  - 金星：名古屋駅 - 〈門司駅 - 博多駅〉間
- 京都駅・新大阪駅発着
  - 彗星：新大阪駅 - 〈門司駅 - 小倉駅〉 - 都城駅間（廃止時点では京都駅 - 南宮崎駅間）
  - なは：新大阪駅 - 〈門司駅 - 西鹿児島駅〉間（廃止時点では京都駅 - 熊本駅間）
  - 明星：新大阪駅 - 〈門司駅 - 西鹿児島駅〉間
  - あかつき：新大阪駅 - 〈門司駅 - 西鹿児島駅〉間（1975年まで）
  - あかつき：新大阪駅 - 〈門司駅 - 鳥栖駅〉 - 長崎駅・佐世保駅間（1975年から。廃止時点では京都駅 - 長崎駅間）
  - きりしま（寝台特急）：京都駅 - 〈門司駅 - 西鹿児島駅〉間（廃止時点では新大阪駅 - 西鹿児島駅間）
  - 月光：新大阪駅 - 〈門司駅 - 博多駅〉間（1972年まで）
- 岡山駅発着
  - 月光：岡山駅 - 〈門司駅 - 西鹿児島駅〉間（1972年から）
- 九州内のみ運転
  - オランダ村特急：〈門司港駅 - 鳥栖駅〉- 佐世保駅間
  - 有明：〈門司港駅・小倉駅・吉塚駅・博多駅 - 長洲駅・熊本駅・水俣駅・西鹿児島駅〉・水前寺駅・武蔵塚駅・光の森駅・肥後大津駅間（廃止時点では博多駅 - 大牟田駅間）
  - ドリームつばめ：〈博多駅 - 西鹿児島駅〉間
  - リレーつばめ：〈門司港駅・小倉駅・博多駅 - 熊本駅・新八代駅〉間
  - ドリームにちりん：〈博多駅 - 小倉駅〉- 南宮崎駅・宮崎空港駅間
  - にちりん：（下関駅・）〈門司港駅・門司駅・博多駅 - 小倉駅〉- 大分駅・南宮崎駅・〈鹿児島駅 - 西鹿児島駅〉（下関駅発着は1986年 - 1992年、西鹿児島駅発着は1968年 - 1995年、門司港駅発着は1988年 - 1997年、博多駅発着は1968年 - 2001年）
  - くまがわ：〈熊本駅 - 八代駅〉- 人吉駅間
  - 川内エクスプレス：〈川内駅 - 鹿児島中央駅〉間
  - かわせみ やませみ：〈熊本駅 - 八代駅〉- 人吉駅間
  - いさぶろう・しんぺい：〈熊本駅 - 八代駅〉- 吉松駅間

### 門司港駅 - 荒尾駅間

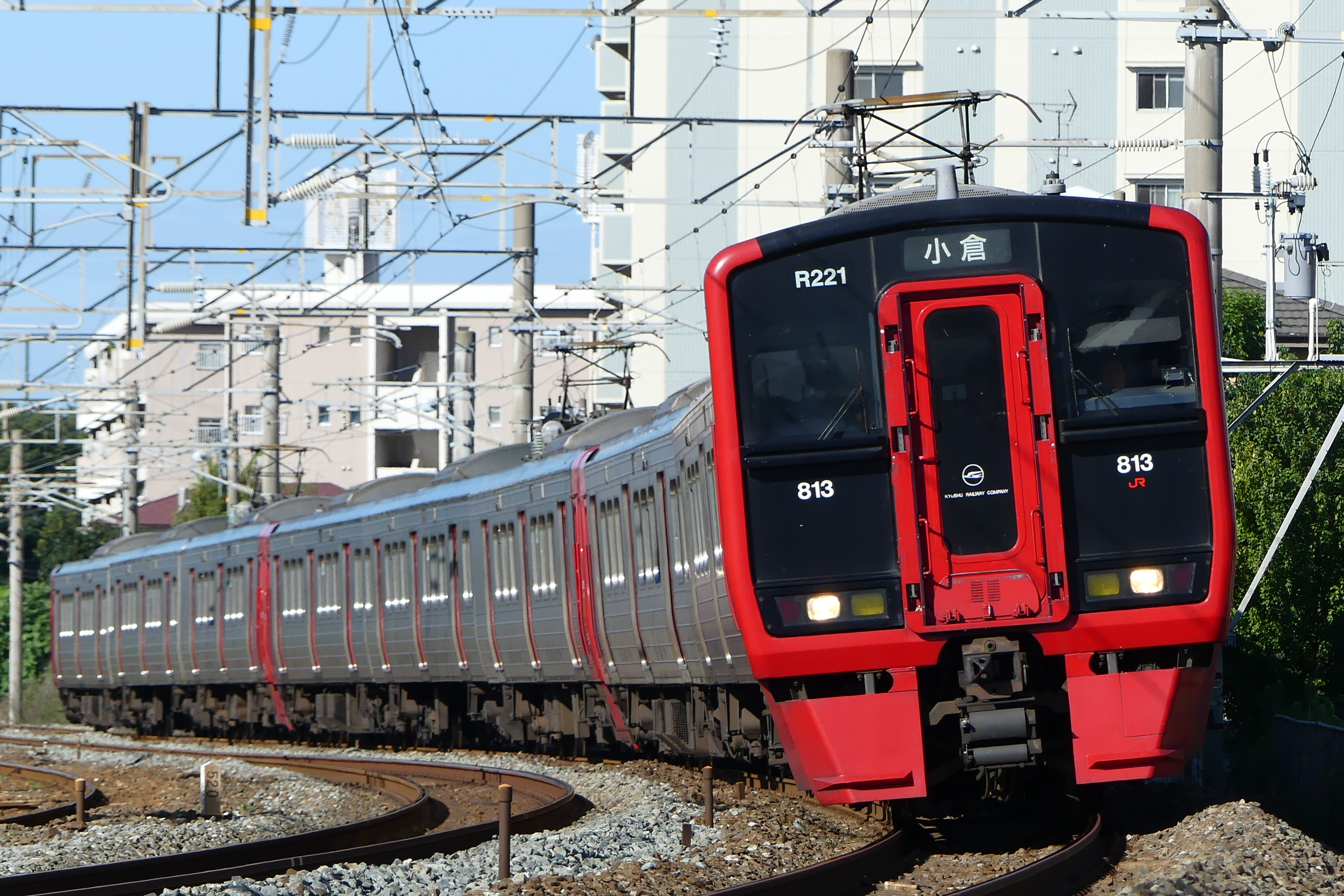
門司港駅 - 荒尾駅間は利用者が多く、複数編成を繋いだ普通・快速列車が多数運行される。 （2017年8月 折尾駅 - 陣原駅間）

門司港駅 - 荒尾駅間は北九州市・福岡市・久留米市・大牟田市・荒尾市の都市間輸送を担っていることもあり、快速・区間快速なども運行され、赤間駅・二日市駅などでは快速系統と普通列車の緩急接続が行われている。
門司駅 - 小倉駅間には関門トンネルを通り山陽本線下関駅 - 門司駅間との間を直通する普通列車が1時間あたり2本程度運行されている。このうち一部の列車は鹿児島本線の博多方面や日豊本線との間を直通する。門司駅 - 下関駅間は直流電化であるため、下関駅発着の列車に関しては必ず交直両用の415系で運転される。国鉄時代は下関方面への直通列車の方が多かったが、JR発足後は交流専用の811系・813系の大量投入が進み、門司港駅発着列車が増加傾向にある。2022年9月23日のダイヤ改正で下関駅発着の列車の大半が小倉駅（一部は門司駅）始発・終着となったことで、小倉駅以西の鹿児島本線から下関駅発着の列車の設定が消滅した。
黒崎駅 - 折尾駅間では1893年（明治26年）に設置された短絡線に由来する貨物線を経由しての筑豊方面との直通運転も可能で、1991年（平成3年）からは、吉塚駅 - 博多駅間の三線化により篠栗線の全列車が博多駅に乗り入れできるようになったため、門司港駅 - 折尾駅間には福北ゆたか線として筑豊本線に直通し、さらに篠栗線を経て博多駅まで直通する列車もある。
門司港駅 - 鳥栖駅間での両数は日中は普通・快速ともに1編成単独の3両編成（813系・817系3000番台）や4両編成（415系・811系）での運転もあるが、2編成を連結した6・7・8両編成での運転が多い。2020年3月14日のダイヤ改正まで12両編成（415系）の列車が存在していた。2009年（平成21年）3月14日のダイヤ改正で811系・813系の日豊本線においての運用が増加した関係で昼間での415系の運用が増加している。415系の運用は普通列車が中心で、快速列車の大半は813系・811系による運転である（415系で運転される快速列車は朝夕時間帯の一部列車のみ）。2022年（令和4年）9月23日のダイヤ改正で415系の運用は大幅に減少した。
長崎本線・久大本線への特急列車も走る博多駅 - 鳥栖駅間は特急列車が1時間あたり2-4本運転されており、その合間を縫って快速・普通列車が運転される。この区間は2011年3月12日までは、1時間あたりの特急列車の本数は、普通列車の本数の倍もあり、待避専用の太宰府信号場まで設置されたが、九州新幹線全線開業後は、熊本方面の特急列車の大半が新幹線へ移行したため、特急列車の本数も減少し、ここでの通過待ちも減少した。
2018年3月17日ダイヤ改正で門司港駅 - 荒尾駅間を直通運転する快速列車は大幅に減便された。日中の列車は区間快速列車が主体となり、小倉・博多方面からの快速・区間快速は最長で羽犬塚駅止まり（快速運転区間も最長で羽犬塚駅まで）となった。
その特性上、この区間で事故やトラブルが発生した場合は、特急が乗り入れる先の各地の路線や、福北ゆたか線など影響が広域に波及しやすい。

#### 快速
| 駅名                          | 1980年 9月30日以前 | 1980年 10月1日 | 1997年 3月22日 | 2003年 7月7日 | 2011年 3月12日 | 2018年 3月17日 | 2025年 3月15日 |
| ----------------------------- | ------------------ | -------------- | -------------- | ------------- | -------------- | -------------- | -------------- |
| 小倉駅                        | ●                  | ●              | ●              | ●             | ●              | ●              | ●              |
| 西小倉駅                      | ―                  | ―              | ｜             | ●             | ●              | ●              | ●              |
| 戸畑駅                        | ●                  | ●              | ●              | ●             | ●              | ●              | ●              |
| 枝光駅                        | ●                  | ｜             | ▲              | ｜            | ｜             | ｜             | ｜             |
| スペースワールド駅            | ―                  | ―              | ―              | ▲             | ▲              | ｜             | ※              |
| 八幡駅                        | ●                  | ●              | ●              | ●             | ●              | ●              | ●              |
| 黒崎駅                        | ●                  | ●              | ●              | ●             | ●              | ●              | ●              |
| 折尾駅                        | ●                  | ●              | ●              | ●             | ●              | ●              | ●              |
| 海老津駅                      | ●                  | ｜             | ｜             | ▲             | ▲              | ▲              | ●              |
| 赤間駅                        | ●                  | ●              | ●              | ●             | ●              | ●              | ●              |
| 東郷駅                        | ●                  | ｜             | ●              | ●             | ●              | ●              | ●              |
| 福間駅                        | ●                  | ｜             | ●              | ●             | ●              | ●              | ●              |
| 古賀駅                        | ●                  | ｜             | ▲              | ●             | ●              | ●              | ●              |
| 福工大前駅 筑前新宮駅（旧称） | ｜                 | ｜             | ｜             | ●             | ●              | ●              | ●              |
| 香椎駅                        | ●                  | ●              | ●              | ●             | ●              | ●              | ●              |
| 千早駅                        | ―                  | ―              | ―              | ●             | ●              | ●              | ●              |
| 吉塚駅                        | ●                  | ｜             | ●              | ●             | ●              | ●              | ●              |
| 博多駅                        | ●                  | ●              | ●              | ●             | ●              | ●              | ●              |
| 竹下駅                        | ▲                  | ｜             | ▲              | ▲             | ▲              | ▲              | ▲              |
| 笹原駅                        | ―                  | ―              | ｜             | ▲             | ▲              | ▲              | ▲              |
| 南福岡駅                      | ▲                  | ●              | ●              | ●             | ●              | ●              | ●              |
| 大野城駅 白木原駅（旧称）     | ｜                 | ｜             | ｜             | ●             | ●              | ●              | ●              |
| 二日市駅                      | ●                  | ●              | ●              | ●             | ●              | ●              | ●              |
| 原田駅                        | ｜                 | ｜             | ｜             | ●             | ●              | ●              | ●              |
| 基山駅                        | ▲                  | ●              | ●              | ●             | ●              | ●              | ●              |
| 鳥栖駅                        | ●                  | ●              | ●              | ●             | ●              | ●              | ●              |
| 久留米駅                      | □                  | ●              | ●              | ●             | ●              | ●              | ●              |
| 荒木駅                        | □                  | ▲              | ●              | ●             | ●              | ●              | ●              |
| 羽犬塚駅                      | □                  | ●              | ●              | ●             | ●              | ●              | ●              |
| 筑後船小屋駅 船小屋駅（旧称） | □                  | ｜             | ｜             | ｜            | ●              | ●              | ●              |
| 瀬高駅                        | □                  | ●              | ●              | ●             | ●              | ●              | ●              |
| 大牟田駅                      | □                  | ●              | ●              | ●             | ●              | ●              | ●              |
| 荒尾駅                        | □                  | ●              | ●              | ●             | ●              | ●              | ●              |

快速は、おおむね朝や夕夜の通勤・通学時間帯の運転である。快速の間に折尾駅 - 羽犬塚駅間、福間駅 - 二日市駅間で快速運転となる区間快速の運行がある場合があり、快速運転となる列車の本数が最大となる福間駅 - 二日市駅間では最大で1時間あたり3本の運行がある場合がある。
北九州側は基本的に小倉駅発着だが、門司港駅発着の列車も運行される。羽犬塚駅発着の列車は、鳥栖駅・久留米駅で大牟田駅発着の普通列車（一部快速列車）に接続するものもある。朝夕には大牟田駅・荒尾駅発着の列車も運行される。
停車駅は右表の通り。朝ラッシュ時のみ一部の快速（上り2本・下り1本）が竹下駅・笹原駅にも停車する。
快速は1961年（昭和36年）6月1日の電化時から運転されている。1972年（昭和47年）から1980年（昭和55年）までは特別快速も設定されていた。快速は当初、小倉駅 - 博多駅間のうち小倉駅 - 折尾駅間が各駅停車、折尾駅 - 博多駅間が原則ノンストップで、一部の快速は赤間駅、福間駅、香椎駅、吉塚駅にも停車していた。1972年（昭和47年）3月15日ダイヤ改正で新設された特別快速は当初小倉駅 - 博多駅間のうち戸畑駅・黒崎駅の2駅のみ停車し、小倉駅 - 博多駅間を最短55分と機関車牽引の客車寝台特急や気動車の急行列車より速い所要時分で結んでいた。車両については一部の急行間合い運用を除き快速・普通と同じ421・423・415系であった。また、特別快速が運行されている当時の快速は1972年時点では小倉駅 - 博多駅間を途中戸畑駅から折尾駅の各駅と赤間駅、福間駅、香椎駅を基本停車としつつ、一部の快速が海老津駅と古賀駅に停車するパターンとなったが（この他下り深夜に赤間駅・福間駅を通過し、吉塚駅に停車する快速があった）、後に現在の停車パターンに近いものとなり、福工大前駅（当時は筑前新宮駅）・吉塚駅を通過し、枝光駅・海老津駅に停車するほかは、当時の未開業駅を除く現在の快速と同じ停車駅で、戸畑駅 - 折尾駅間と海老津駅 - 古賀駅間は1978年（昭和53年）10月2日の東福間駅開業時までそれぞれ5駅連続で停車、当時開業していた17駅中11駅（1978年10月2日の東福間駅の開業と同時に吉塚駅が停車駅に加えられたため、以降は18駅中12駅）に停車していた。特別快速は1975年（昭和50年）3月10日ダイヤ改正で停車駅に八幡駅と折尾駅が加わり4駅停車となり、小倉駅 - 博多駅間の所要時間は最短57分となった。1980年（昭和55年）10月1日ダイヤ改正で特別快速を廃止し、快速は特別快速の停車駅に赤間駅と香椎駅を加え途中6駅停車とした快速に変更されたが、民営化後は福岡都市圏を中心に利用者の多い駅の乗車機会の増加や、中距離客の特急誘導を図るため停車駅が次々と加えられ、現在の停車駅数は種別整理前の快速を上回る13 - 15駅となっている。
かつては日中時間帯は毎時3本運行されていたが、2004年3月13日ダイヤ改正で毎時1本が準快速（当時）に置き換えられ毎時2本に削減された。さらに2018年3月17日ダイヤ改正で区間快速が新設された影響により毎時1本に削減された。そして2022年9月23日のダイヤ改正で日中の快速列車の運行は取りやめられた。
2020年3月14日ダイヤ改正より、平日朝、BEC819系による香椎線からの直通列車が西戸崎駅 - 博多駅間に設定され、香椎線内各駅停車・鹿児島本線内快速（実質、箱崎駅のみ通過）で運行されている。
2025年3月15日ダイヤ改正にて一部列車が通過していた海老津駅に全ての快速が停車するようになった。

#### 区間快速
2018年（平成30年）3月17日のダイヤ改正で、準快速（後述）及び一部区間のみ通過運転する快速を統合した形で新設された種別である。停車駅は定まっておらず、列車ごとに設定された通過運転を行う「快速区間」では快速と同じ停車駅で運行し、それ以外は各駅に停車する。
2022年9月23日のダイヤ改正で全列車が門司港駅 - 小倉駅 - 福間駅間は各駅に停車し、福間駅 - 博多駅 - 二日市駅間は快速運転を行うようになった。なお快速同様、朝ラッシュ中心に竹下駅・笹原駅に停車する列車もある。日中は1時間あたり、福間駅 - 二日市駅間を快速運転する列車が1本、福間駅 - 鳥栖駅間を快速運転する列車が1本、計2本運行されていた。
2024年3月16日のダイヤ改正では、区間快速の快速区間が「折尾駅 - 羽犬塚駅間」に拡大された。日中は1時間あたり、福間駅 - 二日市駅間を快速運転する列車が1本、折尾駅 - 羽犬塚駅間を快速運転する列車が1本、計2本運行され、「折尾駅・福間駅 - 羽犬塚駅間」、「折尾駅 - 二日市駅・鳥栖駅間」が快速となる停車パターンが追加された。これにより、折尾・福間・古賀・博多・南福岡・二日市・鳥栖の各駅で快速と普通列車の緩急接続が復活した。
2025年3月15日のダイヤ改正では、小倉発6時台に「小倉駅 - 福間駅間」が快速となるパターンの博多行き区間快速が設定された。
一方で鳥栖駅 - 大牟田駅間の区間快速はこの改正で廃止され、朝方に1往復のみ八代駅発着で設定されている。

#### 普通
北九州市内区間では、日中時間帯1時間あたり、筑豊本線・篠栗線（福北ゆたか線）直通の小倉駅・門司港駅 - 直方駅間の列車が1本運行されている。この区間で各駅に停車する区間快速とあわせて、各駅に停車する列車の運行は実質3本である。なお、折尾駅と周辺の大改造工事による影響で、日中福北ゆたか線直接乗り入れの列車が姿を消し、赤間駅経由の博多駅以南と直通する列車に置き換えられた時期があった。2024年3月16日のダイヤ改正にて、折尾駅で種別が変わる区間快速が設定されたことから、博多方面からの普通列車は折尾駅発着となり、日中帯は折尾駅で福北ゆたか線直通系統・区間快速との乗り換えが発生する。
博多駅を挟む区間ではおおむね1時間あたり2 - 3本が確保されており、区間快速の各駅停車区間と併せて運転されている。博多駅 - 吉塚駅間には朝に上り吉塚行きが1本のみ885系で運行されている（肥前鹿島駅始発で博多駅まで特急「かささぎ」として運行。自由席グリーン車連結で券は車内販売）。長崎本線・佐世保線との直通列車も設定されている。
鳥栖駅 - 荒尾駅間では1時間あたり2本運行されている。2011年3月11日までは1時間あたり2本が運行されていたが、2011年3月12日のダイヤ改正で快速の増便に伴い1本削減された。その後、2022年9月23日のダイヤ改正で1時間あたり2本の運行に戻った。門司港駅 - 折尾駅間（福北ゆたか線直通に限る）、鳥栖駅 - 荒尾駅間ではワンマン運転（都市型ワンマン）を行っている。また、鳥栖駅始発・終着の久大本線直通列車が朝にそれぞれ1本ずつ設定されている（キハ220系）
2024年3月16日より折尾駅 - 二日市駅間の普通列車の一部において、BEC819系による営業列車での自動運転実験（運転士乗務）を開始した。

#### 準快速（廃止）
2004年（平成16年）3月13日のダイヤ改正でそれまでの快速の一部を種別変更する形で運行開始された。朝・深夜を除き、1時間あたり1本が運行されていた。小倉駅 - 福間駅間は各駅に停車し、それ以外の区間は快速とほぼ同様の運行形態であった。
設定当初は赤間駅 - 折尾駅間各駅停車で日中のみの運行であったが、2006年（平成18年）3月18日のダイヤ改正で夕方・夜間にも運行されるようになった。
2011年3月12日のダイヤ改正からは日中の運行が廃止され、代替として小倉駅 - 福間駅間各駅停車の快速が運行される。併せて日中は福北ゆたか線に直接乗り入れる列車も無くなり、折尾駅での乗り換えとなった。
2014年3月15日のダイヤ改正からは、朝夕ラッシュ時中心の運行となった旧・準快速を小倉駅 - 福間駅間各駅停車に変更し、小倉駅 - 福間駅間各駅停車の快速を準快速に改称して統合した。案内上は、上り列車の場合は福間駅から「普通」に、下り列車の場合は福間駅から「快速」に切り替えて運行されていた。
2018年3月17日のダイヤ改正をもって福岡地区の輸送体系が見直しとなり、準快速は区間快速に置き換えられて廃止された。このダイヤ改正まで「準快速」という種別の列車を運行する鉄道事業者は、日本全国でもJR九州のみとなっていた。

#### 主な使用車両
- 電車
  - 811系
  - 813系
  - 815系（博多駅以南）
  - 817系

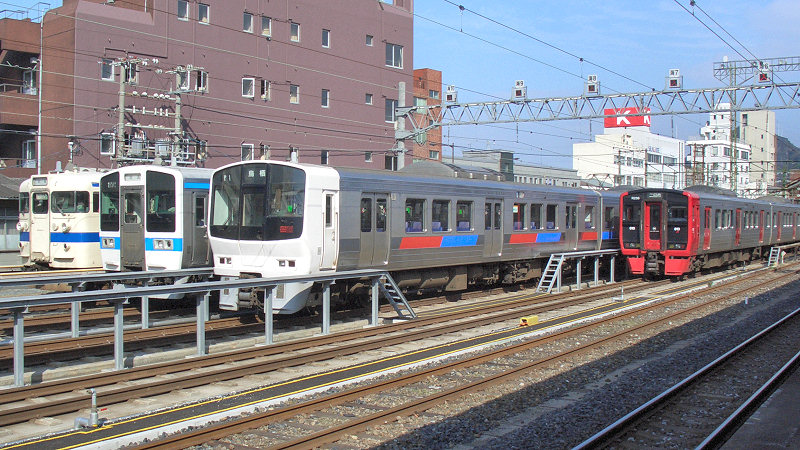
普通列車に用いられる車両。
左から415系、415系1500番台、811系、813系。

  - BEC819系（折尾駅 - 二日市駅間、香椎線からの直通列車）
  - 821系
  - 415系（下関駅 - 小倉駅間、小倉駅 - 荒尾駅間ラッシュ時の快速列車）
- 気動車
  - キハ220系（鳥栖駅 -久留米駅間のみ。久大本線直通列車）

#### ダイヤパターンの一例
以下に示すダイヤパターンは2024年3月16日改正時点の博多駅発着列車の昼時間帯の平均的なパターンで、早朝・深夜は大きく異なる。
| 種別                                | 始発   | 博多駅 発車時刻 | 博多 | 吉塚 | 箱崎 | 千早 | 香椎 | 九産大前 | 福工大前 | 新宮中央 | ししぶ | 古賀 | 千鳥 | 福間 | 東福間 | 東郷 | 赤間 | 教育大前 | 海老津 | 遠賀川 | 水巻 | 折尾 | 陣原 | 黒崎 | 八幡 | スペースワールド | 枝光 | 戸畑 | 九州工大前 | 西小倉 | 小倉 | 終着              |
| ----------------------------------- | ------ | --------------- | ---- | ---- | ---- | ---- | ---- | -------- | -------- | -------- | ------ | ---- | ---- | ---- | ------ | ---- | ---- | -------- | ------ | ------ | ---- | ---- | ---- | ---- | ---- | ---------------- | ---- | ---- | ---------- | ------ | ---- | ----------------- |
| 特急 ソニック                       | 博多   | 00分            | ●    | →    | →    | →    | →    | →        | →        | →        | →      | →    | →    | →    | →      | →    | →    | →        | →      | →      | →    | ●    | →    | ●    | →    | →                | →    | →    | →          | →      | ●    | 大分 （宮崎空港） |
| 普通                                | 久留米 | 02分            | ●    | ●    | ●    | ●    | ●    | ●        | ●        | ●        | ●      | ●    | ●    | ●    |        |      |      |          |        |        |      |      |      |      |      |                  |      |      |            |        |      | 福間              |
| 区間快速 (二日市 - 福間)            | 鳥栖   | 10分            | ●    | ●    | →    | ●    | ●    | →        | ●        | →        | →      | ●    | →    | ●    | ●      | ●    | ●    | ●        | ●      | ●      | ●    | ●    | ●    | ●    | ●    | ●                | ●    | ●    | ●          | ●      | ●    | 門司港            |
| 特急 ソニック                       | 博多   | 20分            | ●    | →    | →    | →    | ●    | →        | →        | →        | →      | →    | →    | ▲    | →      | →    | ▲    | →        | →      | →      | →    | ●    | →    | ●    | →    | →                | →    | ●    | →          | →      | ●    | 大分              |
| 普通                                | 二日市 | 22分            | ●    | ●    | ●    | ●    | ●    | ●        | ●        | ●        | ●      | ●    | ●    | ●    | ●      | ●    | ●    | ●        | ●      | ●      | ●    | ●    |      |      |      |                  |      |      |            |        |      | 折尾              |
| 区間快速 (羽犬塚 - 折尾)            | 羽犬塚 | 31分            | ●    | ●    | →    | ●    | ●    | →        | ●        | →        | →      | ●    | →    | ●    | →      | ●    | ●    | →        | ●      | →      | →    | ●    | ●    | ●    | ●    | ●                | ●    | ●    | ●          | ●      | ●    | 小倉              |
| 普通                                | 二日市 | 42分            | ●    | ●    | ●    | ●    | ●    | ●        | ●        | ●        | ●      | ●    | ●    | ●    |        |      |      |          |        |        |      |      |      |      |      |                  |      |      |            |        |      | 福間              |
| 普通                                | 直方   | (折尾) 48分     |      |      |      |      |      |          |          |          |        |      |      |      |        |      |      |          |        |        |      | ●    | ●    | ●    | ●    | ●                | ●    | ●    | ●          | ●      | ●    | 門司港            |
| 凡例：●：停車、▲：一部停車、→：通過 |        |                 |      |      |      |      |      |          |          |          |        |      |      |      |        |      |      |          |        |        |      |      |      |      |      |                  |      |      |            |        |      |                   |

| 種別                                | 始発   | 博多駅 発車時刻 | 博多 | 竹下 | 笹原 | 南福岡 | 春日 | 大野城 | 水城 | 都府楼南 | 二日市 | 天拝山 | 原田 | けやき台 | 基山 | 弥生が丘 | 田代 | 鳥栖 | 肥前旭 | 久留米 | 荒木 | 西牟田 | 羽犬塚 | 終着                  |
| ----------------------------------- | ------ | --------------- | ---- | ---- | ---- | ------ | ---- | ------ | ---- | -------- | ------ | ------ | ---- | -------- | ---- | -------- | ---- | ---- | ------ | ------ | ---- | ------ | ------ | --------------------- |
| 普通                                | 福間   | 01分            | ●    | ●    | ●    | ●      | ●    | ●      | ●    | ●        | ●      | ●      | ●    | ●        | ●    | ●        | ●    | ●    | ●      | ●      |      |        |        | 久留米                |
| 普通                                | 鳥栖   | (鳥栖) 09分     |      |      |      |        |      |        |      |          |        |        |      |          |      |          |      | ●    | ●      | ●      | ●    | ●      | ●      | 荒尾                  |
| 特急 かささぎ （ゆふ）              | 博多   | 13分            | ●    | →    | →    | →      | →    | →      | →    | →        | ●      | →      | →    | →        | →    | →        | →    | ●    | (→)    | (●)    |      |        |        | 佐賀 (別府)           |
| 普通                                | 折尾   | 18分            | ●    | ●    | ●    | ●      | ●    | ●      | ●    | ●        | ●      |        |      |          |      |          |      |      |        |        |      |        |        | 二日市                |
| 区間快速 (福間 - 二日市)            | 小倉   | 26分            | ●    | ▲    | →    | ●      | →    | ●      | →    | →        | ●      | ●      | ●    | ●        | ●    | ●        | ●    | ●    |        |        |      |        |        | 鳥栖                  |
| 特急 みどり ハウステンボス          | 博多   | 33分            | ●    | →    | →    | →      | →    | →      | →    | →        | ●      | →      | →    | →        | →    | →        | →    | ●    |        |        |      |        |        | 佐世保 ハウステンボス |
| 普通                                | 鳥栖   | (鳥栖) 35分     |      |      |      |        |      |        |      |          |        |        |      |          |      |          |      | ●    | ●      | ●      | ●    | ●      | ●      | 大牟田                |
| 普通                                | 福間   | 40分            | ●    | ●    | ●    | ●      | ●    | ●      | ●    | ●        | ●      |        |      |          |      |          |      |      |        |        |      |        |        | 二日市                |
| 特急 リレーかもめ                   | 博多   | 54分            | ●    | →    | →    | →      | →    | →      | →    | →        | →      | →      | →    | →        | →    | →        | →    | ●    |        |        |      |        |        | 武雄温泉              |
| 区間快速 (折尾 - 羽犬塚)            | 門司港 | 59分            | ●    | →    | →    | ●      | →    | ●      | →    | →        | ●      | →      | ●    | →        | ●    | →        | →    | ●    | →      | ●      | ●    | →      | ●      | 羽犬塚                |
| 凡例：●：停車、▲：一部停車、→：通過 |        |                 |      |      |      |        |      |        |      |          |        |        |      |          |      |          |      |      |        |        |      |        |        |                       |

#### 運転本数
2024年3月16日改正ダイヤの日中の各区間における1時間あたりの平均的運転本数は以下の通り。
| 種別＼駅名 | 種別＼駅名                 | 門司港       | …            | 門司         | 小倉         | …            | 折尾            | …               | 海老津          | …               | 福間            | …               | 博多            | …               | 二日市          | …               | 鳥栖            | …                  | 久留米             | 荒木               | …                  | 羽犬塚             | …                  | 銀水               | 荒尾               | …                  | 玉名               | …                  | 八代               |  |
| --- | -------------------------- | ------------ | ------------ | ------------ | ------------ | ------------ | --------------- | --------------- | --------------- | --------------- | --------------- | --------------- | --------------- | --------------- | --------------- | --------------- | --------------- | ------------------ | ------------------ | ------------------ | ------------------ | ------------------ | ------------------ | ------------------ | ------------------ | ------------------ | ------------------ | ------------------ | ------------------ |  |
| 運行本数 | 特急ソニック               | 日豊本線←    | 日豊本線←    | 日豊本線←    | 2本          | 2本          | 2本             | 2本             | 2本             | 2本             | 2本             | 2本             | 2本             |                 |                 |                 |                 |                    |                    |                    |                    |                    |                    |                    |                    |                    |                    |                    |                    |  |
| 運行本数 | 特急リレーかもめ           |              |              |              |              |              |                 |                 |                 |                 |                 |                 | 1 - 2本         | 1 - 2本         | 1 - 2本         | 1 - 2本         | 1 - 2本         | →長崎本線          | →長崎本線          | →長崎本線          | →長崎本線          | →長崎本線          | →長崎本線          | →長崎本線          | →長崎本線          | →長崎本線          | →長崎本線          | →長崎本線          | →長崎本線          |  |
| 運行本数 | 特急みどり・ハウステンボス |              |              |              |              |              |                 |                 |                 |                 |                 |                 | 1本             | 1本             | 1本             | 1本             | 1本             | →長崎本線→佐世保線 | →長崎本線→佐世保線 | →長崎本線→佐世保線 | →長崎本線→佐世保線 | →長崎本線→佐世保線 | →長崎本線→佐世保線 | →長崎本線→佐世保線 | →長崎本線→佐世保線 | →長崎本線→佐世保線 | →長崎本線→佐世保線 | →長崎本線→佐世保線 | →長崎本線→佐世保線 |  |
| 運行本数 | 特急ゆふ・ゆふいんの森     |              |              |              |              |              |                 |                 |                 |                 |                 |                 | 0 - 1本         | 0 - 1本         | 0 - 1本         | 0 - 1本         | 0 - 1本         | 0 - 1本            | 0 - 1本            | →久大本線          | →久大本線          | →久大本線          | →久大本線          | →久大本線          | →久大本線          | →久大本線          | →久大本線          | →久大本線          | →久大本線          |  |
| 運行本数 | 区間快速                   | （各駅停車） | （各駅停車） | （各駅停車） | （各駅停車） | （各駅停車） | （各駅停車）    | （各駅停車）    | （各駅停車）    | （各駅停車）    | （快速運転）1本 | （快速運転）1本 | （快速運転）1本 | （快速運転）1本 | （快速運転）1本 | （各駅停車）    | （各駅停車）    |                    |                    |                    |                    |                    |                    |                    |                    |                    |                    |                    |                    |  |
| 運行本数 | 区間快速                   | （各駅停車） | （各駅停車） | （各駅停車） | （各駅停車） | （各駅停車） | （快速運転）1本 | （快速運転）1本 | （快速運転）1本 | （快速運転）1本 | （快速運転）1本 | （快速運転）1本 | （快速運転）1本 | （快速運転）1本 | （快速運転）1本 | （快速運転）1本 | （快速運転）1本 | （快速運転）1本    | （快速運転）1本    | （快速運転）1本    | （快速運転）1本    | （快速運転）1本    |                    |                    |                    |                    |                    |                    |                    |  |
| 運行本数 | 普通                       | 下関←        | 下関←        | 2-3本        | 2-3本        |              |                 |                 |                 |                 |                 |                 |                 |                 |                 |                 |                 |                    |                    |                    |                    |                    |                    |                    |                    |                    |                    |                    |                    |  |
| 運行本数 | 普通                       | 1本          | 1本          | 1本          | 1本          | 1本          | 1本             | →直方方面       | →直方方面       | →直方方面       | →直方方面       | →直方方面       | →直方方面       | →直方方面       | →直方方面       | →直方方面       | →直方方面       | →直方方面          | →直方方面          | →直方方面          | →直方方面          | →直方方面          | →直方方面          | →直方方面          | →直方方面          | →直方方面          | →直方方面          | →直方方面          | →直方方面          |  |
| 運行本数 | 普通                       |              |              |              | 1本          |              |                 |                 |                 |                 |                 |                 |                 |                 |                 |                 |                 |                    |                    |                    |                    |                    |                    |                    |                    |                    |                    |                    |                    |  |
| 運行本数 | 普通                       |              |              |              |              |              |                 |                 | 1本             |                 |                 |                 |                 |                 |                 |                 |                 |                    |                    |                    |                    |                    |                    |                    |                    |                    |                    |                    |                    |  |
| 運行本数 | 普通                       |              |              |              |              |              |                 |                 | 1本             |                 |                 |                 |                 |                 |                 |                 |                 |                    |                    |                    |                    |                    |                    |                    |                    |                    |                    |                    |                    |  |
| 運行本数 | 普通                       |              |              |              |              |              |                 |                 |                 |                 |                 |                 |                 |                 | 2本             |                 |                 |                    |                    |                    |                    |                    |                    |                    |                    |                    |                    |                    |                    |  |
| 運行本数 | 普通                       |              |              |              |              |              |                 |                 |                 |                 |                 |                 |                 |                 |                 |                 |                 |                    |                    |                    |                    | 1本                |                    |                    |                    |                    |                    |                    |                    |  |
| 運行本数 | 普通                       |              |              |              |              |              |                 |                 |                 |                 |                 |                 |                 |                 |                 |                 |                 |                    |                    |                    |                    |                    |                    |                    | 0-1本              |                    |                    |                    |                    |  |
| 備考：※下関 - 小倉間は毎時2 - 4本、門司港 - 小倉間は毎時2 - 5本運転。門司港発着列車は一部、小倉発着となる場合あり。 |                            |              |              |              |              |              |                 |                 |                 |                 |                 |                 |                 |                 |                 |                 |                 |                    |                    |                    |                    |                    |                    |                    |                    |                    |                    |                    |                    |  |

#### 西鉄電車との関係
福岡市 - 久留米市 - 大牟田市の間では鹿児島本線に並行して西日本鉄道（西鉄）の天神大牟田線があり、競合関係にある。西鉄の特急列車は特急料金が不要で、急行・普通列車を含めた運行本数も鹿児島本線の快速・区間快速・普通列車の本数に比べ多い。福岡 - 久留米間や福岡 - 大牟田間など福岡市と筑後地方の都市間を利用する場合は鹿児島本線の運賃も天神大牟田線に比べて割高で、特定区間運賃や快速・普通列車向けの割引切符の設定もなかった。そのため、JR九州では西鉄への対抗上、分割民営化直後から博多駅から大牟田駅までの快速列車を走らせていたが、2018年3月17日のダイヤ改正で福間駅 - 二日市駅間以外の快速運転列車が大幅に削減され、特に羽犬塚以南では日中の博多方面との直通列車がなくなったため、利便性の低下が顕著となった。また、JRと西鉄で別々の場所に中心となる駅が設けられている都市の場合、西鉄の駅の方が概ね栄えた場所に位置し、乗降客数も西鉄駅の方がJR駅を上回ることが多い。
本路線と西鉄天神大牟田線は、大牟田駅以外では同居駅は存在しない。このため、両路線の相互の乗り換えの利便性はあまり良くないが、駅が近接している例も多く、徒歩で乗り換えが可能な場合もある。1km以内で往来できる駅を以下に挙げる。左側がJR駅、右側が西鉄駅である。なお、下記の西鉄駅のうち春日原駅には西鉄が2024年3月16日に実施するダイヤ改正で特急列車が停車するようになった。
1km以内で乗り換えが可能な駅
- 笹原駅 - 井尻駅（約600m）
- 南福岡駅 - 雑餉隈駅（約800m）
- 南福岡駅 - 桜並木駅（約700m）
- 春日駅 - 春日原駅（約500m）
- 大野城駅 - 白木原駅（約750m）
- 水城駅 - 下大利駅（約600m）
- 二日市駅 - 紫駅（約500m）
- 天拝山駅 - 朝倉街道駅（約600m）
- 吉野駅 - 倉永駅（約700m）
- 銀水駅 - 西鉄銀水駅（約400m）

主に福岡市南部（南区、博多区）や筑紫地域、及び大牟田市内において、鹿児島本線と天神大牟田線が近接している。
博多駅 - 薬院駅間、JR二日市駅 - 西鉄二日市駅・紫駅間、JR久留米駅 - 西鉄久留米駅間はそれぞれ1.5km前後の距離があるが、路線バスが頻発しており、路線バスを利用すれば10分前後で移動できる。
また、笹原駅 - 南福岡駅間や久留米駅 - 荒木駅間では両線が交差しており、両線の接続駅を設ける提案が出されたこともあるが、費用や用地、近隣駅との距離関係などの問題があるため具体化には至っていない。
一方、2007年（平成19年）までは、福岡市と福津市との間でも、鹿児島本線と西鉄宮地岳線（現在の貝塚線）が並行していた。しかし、西鉄宮地岳線の線路規格が低規格であることや鹿児島本線で新駅の設置や列車増発などが行われたことから、西鉄宮地岳線の利用者数が減少し、西鉄新宮駅 - 津屋崎駅間が同年3月をもって廃線となった。以後は、福岡市から新宮町までの区間で鹿児島本線と西鉄貝塚線が並行して存在している。この区間では、JR千早駅と西鉄千早駅が同一駅舎内に存在、香椎駅と西鉄香椎駅は約200mの位置に存在する。
なお、福岡市 - 宗像市・北九州市間での西鉄バス路線との関係については、バスはJR駅に隣接の停留所からの利用は少なく、JRの駅から遠い住宅地から天神など都心部への需要の集合を主とし、鹿児島本線を補完するニッチ産業的輸送形態と言え、鉄道（天神大牟田線系統）の競合とは対照をなす形となっている。
北九州市においては軌道線（路面電車）の西鉄北九州線が門司区と八幡西区との間（門司港駅 - 折尾駅間）で鹿児島本線と並行していたが、2000年（平成12年）までに順次廃止され、現存しない。

### 荒尾駅 - 八代駅間

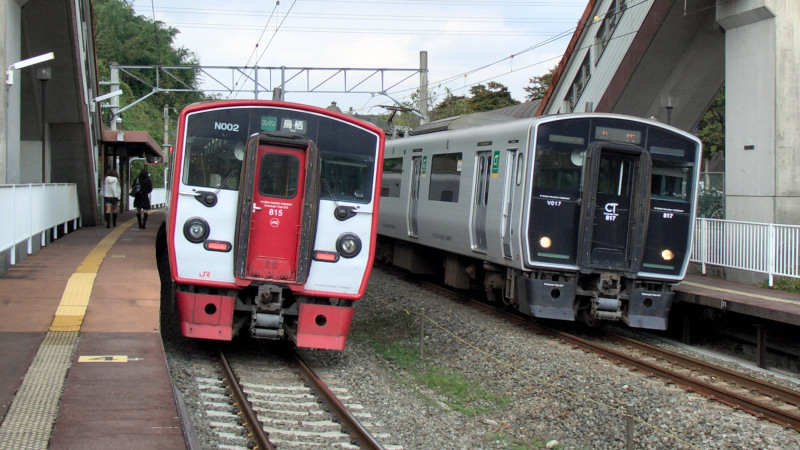
熊本地区で普通列車に使用される主な車両（左が815系、右が817系。崇城大学前駅）

熊本県内の地域輸送を担う区間で、主に815系や817系の2両編成・821系の3両編成での運行である。朝夕の通勤・通学ラッシュの時間帯では、815系や817系の4両編成での運行もあるが、いずれも車掌が乗務しないワンマン運転となっている。なお、運転扱いこそ行わないが特別改札や乗客への案内を行うために、ワンマン列車でも係員が乗務する場合がある。日中の普通列車は、2018年3月16日までは銀水駅または鳥栖駅まで乗り入れ、一部は荒尾駅で博多方面の快速列車と接続するダイヤになっていた。2018年3月17日のダイヤ改正からは、博多方面の快速が久留米駅止まりとなる代わりに日中の銀水駅発着列車が区間快速（銀水は通過、大牟田以南は各駅に停車）として鳥栖駅まで運転され、博多方面の快速と熊本方面の区間快速が久留米駅または鳥栖駅で接続するようになった。2022年9月23日のダイヤ改正以降、日中時間帯の運行本数は、玉名駅以南が毎時2本程度、玉名駅以北が1時間あたり1本程度となっている。このほか熊本駅 - 宇土駅間には三角線直通の気動車による普通列車が毎時1本程度、新八代駅 - 八代駅間には肥薩線・肥薩おれんじ鉄道線と直通する普通列車もあり、この区間では毎時3本程度となる。
特急列車は、熊本駅 - 八代駅間では、肥薩線直通特急の観光特急「かわせみ やませみ」3往復（1・2号を除き全車指定席）、「いさぶろう」「しんぺい」1往復の運行があった。このほか、土休日や夏休み・冬休みなどの時期にかぎり、特急「A列車で行こう」が熊本駅から宇土駅を経由し、三角線の三角駅まで運転される。
九州新幹線全線開業後は、それまでの最終列車発時刻の繰り下げにより熊本発午前0時台の八代行き普通列車が新設された。
2000年3月11日ダイヤ改正から、日中の一部の普通列車が田原坂駅と西里駅を通過していた。2003年3月15日ダイヤ改正より、西里駅に再び普通列車全列車が停車するようになった。2011年3月11日ダイヤ改正で田原坂駅を通過する普通列車が快速「くまもとライナー」に格上げされたため、田原坂駅を通過する普通列車は事実上消滅したが、2015年3月14日のダイヤ改正で「くまもとライナー」が廃止され、田原坂駅を通過する普通列車が復活した。2018年3月17日ダイヤ改正で、区間快速を含むすべての普通列車が再び田原坂駅に停車するようになった。
ワンマン運転の普通列車（2両編成）の乗車方法について、2006年（平成18年）3月17日まで有人駅での営業時間外の停車時および無人駅に関しては、前の車両のドアのみ開き（中扉は開かず・後ろ乗り前降り）、乗車時には整理券を取り、下車時には運賃・乗車券とともに運転士に渡す必要があったが、翌3月18日のダイヤ改正後より、すべての駅で列車のホーム側のすべてのドアから乗り降りできる都市型ワンマンになった。

#### 快速列車
2021年3月13日改正時点において定期列車としては運行されていない。

##### 廃止された快速列車
博多駅発着の「くまがわ」
1980年（昭和55年）10月1日から1989年（平成元年）3月10日までの間、博多駅発着で肥薩線直通の急行「くまがわ」が博多駅 - 熊本駅間を快速列車として運転していたことがあり、荒尾駅 - 熊本駅間では途中長洲駅・玉名駅・木葉駅・植木駅・上熊本駅に停車していた（木葉駅は当初通過で途中から停車駅に追加。また博多駅 - 荒尾駅間は当時の快速電車と異なり、南福岡駅と基山駅を通過していた）。
くまもとライナー
2011年3月12日のダイヤ改正で、田原坂駅を通過する普通列車を格上げする形で快速「くまもとライナー」が運行を開始した。昼間の銀水駅 - 八代駅間（下りの一部は大牟田駅 - 熊本駅間、上りの一部は熊本駅 - 銀水駅間、八代駅 - 鳥栖駅間）で1時間に1本程度運行され、荒尾駅以南においては長洲駅・玉名駅・木葉駅と、植木駅以南の各駅に停車し（荒尾駅 - 植木駅間の停車駅は前述の快速「くまがわ」停車駅と同じ。西里駅には2014年3月15日から停車）、大牟田駅または荒尾駅で、博多方面の快速と接続していた。大牟田駅 - 熊本駅間の所要時間は普通列車に比べ約5分短縮されたが、田原坂駅に加えて快速通過駅となった南荒尾駅・大野下駅・肥後伊倉駅は実質1時間あたり1本に減便となった。2015年3月14日のダイヤ改正で「くまもとライナー」は廃止され普通列車に戻された。
スーパーおれんじ
肥薩おれんじ鉄道線直通の快速「スーパーおれんじ」が土日祝日などに熊本駅 - 出水駅間で2往復、肥薩おれんじ鉄道に所属する1両編成の気動車で運転されており、熊本駅 - 八代駅間はノンストップで運行していたが、2019年3月16日のダイヤ改正で八代駅発着となり、当線内での運行が休止された。
熊本駅 - 八代駅間の快速
熊本駅 - 八代駅間ではキハ40形・キハ47形による快速列車が朝に上り1本のみ運行されていた。途中停車駅は新八代駅のみ。元は肥薩線から乗り入れる快速列車であったが、2018年3月17日のダイヤ改正で肥薩線内の運転が取りやめとなり、2021年3月13日のダイヤ改正で廃止された。
肥薩線乗り入れ快速列車（2016年3月26日改正で特急「九州横断特急」の格下げおよび「いさぶろう・しんぺい」の延長などで設定）のほとんどは、2017年3月4日の改正で新設された特急「かわせみ やませみ」に置き換えられ、「いさぶろう・しんぺい」の熊本駅 - 人吉駅間が特急化されたため、下りの定期快速はこの時点で消滅している。
SL人吉
熊本駅 - 八代駅間には肥薩線直通の臨時快速として8620形蒸気機関車（58654号機）による「SL人吉」が設定されていたが、肥薩線八代駅 - 吉松駅間が令和2年7月豪雨で不通となって以来運転されなくなった。全車指定席で、乗車するには乗車券に加え座席指定券を必要とした。
2021年5月より、肥薩線応援企画として、熊本駅 - 鳥栖駅間にて、8620形蒸気機関車とDE10形ディーゼル機関車による「SL人吉」が、土休日限定で1日1往復運行された。往路は熊本駅・玉名駅・大牟田駅・久留米駅・鳥栖駅に、復路は往路の逆の順に停車した。蒸気機関車+客車3両+ディーゼル機関車の計4両編成で運行され、上り鳥栖行きは蒸気機関車が、下り熊本行きはディーゼル機関車が先頭になって運行された。全車指定席で、乗車の際には乗車券に加え座席指定券を必要とした。なお、この運行より、九州内のSL列車の座席指定料金が、従来の840円から1680円（小児半額）に改定されている。2024年3月24日を最後に運行を終了した。前日の23日は八代駅 - 博多駅間で、最終日の24日は沿線招待者限定で熊本駅 → 八代駅間に運行された。

#### 主な使用車両
- 815系
- 817系
- 821系
- キハ200系・キハ220形（三角線直通列車のみ）
- 肥薩おれんじ鉄道HSOR-100・150形（肥薩おれんじ鉄道線直通列車）

### 川内駅 - 鹿児島中央駅間

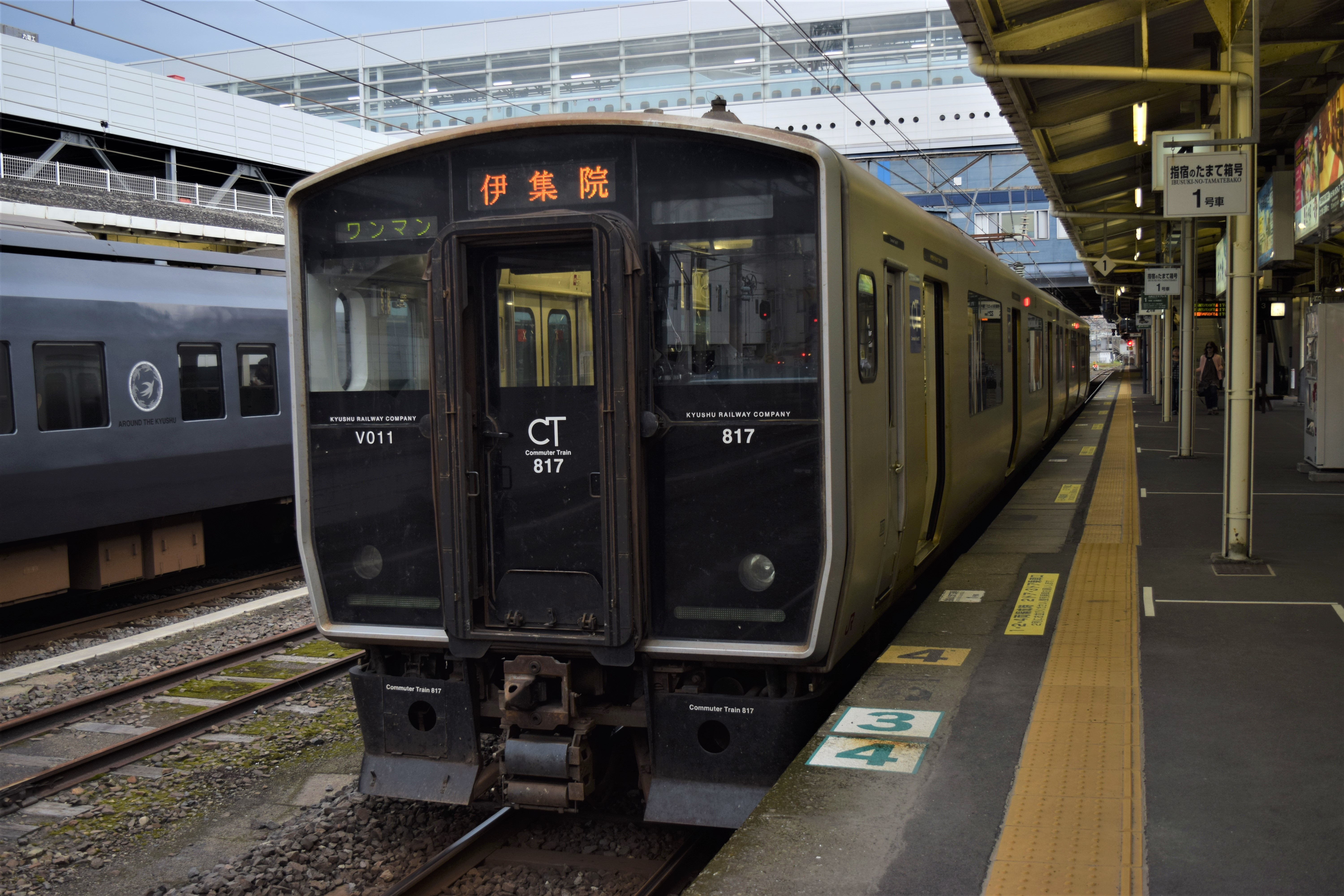
鹿児島地区で主力となる817系電車（鹿児島中央駅）

鹿児島地区の地域輸送を担う区間で、使用車両はすべて817系となっており、普通列車は約8割が2両編成で、朝夕は2編成連結の4両編成による列車も数本あり、いずれもワンマン運転である。なお、ワンマン列車でも、運転扱いこそ行わないが特別改札や乗客への案内を行うために、係員が乗務する場合がある。
昼間は1時間あたり鹿児島中央駅 - 川内駅間の直通が1本、鹿児島中央駅 - 伊集院駅間は区間運転を含めて2本程度運行されている。朝夕の通勤通学時間帯は串木野駅折り返し列車も運転され、1時間あたり鹿児島中央駅 - 串木野駅・川内駅間で2 - 3本程度、鹿児島中央駅 - 伊集院駅間では3 - 5本程度運行されている。多くの列車は鹿児島中央駅発着となっているが、鹿児島駅発着列車や日豊本線国分駅・都城駅・宮崎駅発着の設定もある。川内駅 - 隈之城駅間には肥薩おれんじ鉄道線から直通する普通列車が設定されている。
九州新幹線開業後、串木野駅 - 川内駅間は普通列車に限り日中の本数は半減（全体の本数も若干減っている）したものの、その分夜間・深夜の運転本数が増えた（川内発最終列車：新幹線開業前21時台半ば→開業当時23時台後半、2025年3月改正時点22時35分発）。最終列車の川内駅終着時刻は特急「ドリームつばめ」を除き、九州新幹線開業以前まで日付を跨ぐことはなかった（川内駅終着時刻：新幹線開業前23時54分→開業当時0時30分、2025年3月改正時点0時24分）。鹿児島中央駅からの串木野駅折り返し列車は九州新幹線開業後に新設された。
ワンマン運転の普通列車（2両編成）の乗車方法であるが、2006年（平成18年）3月17日まで有人駅での営業時間外の停車時および無人駅に関しては、前の車両のドアのみ開き（中扉は開かず・後ろ乗り前降り）、乗車時には整理券を取り、下車時には乗車券等を整理券とともに運転士に渡す必要があったが、翌3月18日のダイヤ改正後より、すべての駅で列車のホーム側のすべてのドアから乗り降りできる都市型ワンマンになった。
特急「ドリームつばめ」廃止時に、代替として鹿児島中央発最終の川内行き快速列車（当初は途中伊集院駅までの各駅と湯之元駅、串木野駅に停車。鹿児島中央始発23時50分、川内終着0時30分。後に市来駅が停車駅に加わり、川内終着0時33分に変更）が設定されたが、2007年3月18日の改正で各駅に停車する普通列車に変更された（鹿児島中央始発23時50分、川内終着0時39分。鹿児島県内ではもっとも遅い終着となった）。
2011年3月12日改正では従来運行されていた「さわやかライナー」・「ホームライナー」が特急に格上げされ「川内エクスプレス」となり 特急列車が復活したが、2016年3月26日改正で廃止された。また、2008年3月15日のダイヤ改正から肥薩おれんじ鉄道線直通の快速「オーシャンライナーさつま」が土日祝日や多客期に2往復（出水駅 - 鹿児島中央駅間）、肥薩おれんじ鉄道に所属する1両編成の気動車で運転されていたが、こちらも2019年3月16日のダイヤ改正で川内駅発着となり、当線内での運行が休止された。以降はすべての旅客列車が各駅停車の普通列車となっている。

#### 主な使用車両
- 817系
- 肥薩おれんじ鉄道HSOR-100・150形（肥薩おれんじ鉄道線直通列車）

### 鹿児島中央駅 - 鹿児島駅間
この区間は路線名称上は鹿児島本線であるが、運転系統上の基点が鹿児島中央駅に置かれており、実質的に日豊本線の一部として運転が行われている。詳細は「日豊本線#都城駅 - 鹿児島駅・鹿児島中央駅間」を参照のこと。

### 貨物輸送
肥薩おれんじ鉄道線や千早操車場 - 福岡貨物ターミナル駅間の貨物支線を含む全線で、多くの貨物列車が運行されている。大半の列車がコンテナ車で編成された高速貨物列車であるが、かつては北九州貨物ターミナル駅 - 黒崎駅間に化学薬品輸送用タンク車等を連結可能な専用貨物列車も運行されていた。牽引機関車は、EH500形電気機関車（幡生操車場 - 鳥栖貨物ターミナル駅間のみ）やED76形電気機関車、EF81形電気機関車である。
線内の貨物列車の発着駅は、北九州貨物ターミナル駅・黒崎駅・福岡貨物ターミナル駅・鳥栖貨物ターミナル駅・大牟田駅・熊本駅・八代駅・川内駅・鹿児島貨物ターミナル駅。

## 歴史
門司港駅 - 八代駅間は九州鉄道により開業した。九州初の鉄道として博多駅 - 千歳川仮駅（筑後川北岸）間が1889年（明治22年）に開業し順次東と南へ延伸され1896年（明治29年）に八代駅に達した。
八代駅 - 鹿児島駅間は、当初国防上の理由もあり最短経路である人吉経由の路線（現在の肥薩線）が人吉本線および鹿児島本線を名乗ったが1927年（昭和2年）に川内経由の路線が全通するとこちらが鹿児島本線となった。
九州新幹線が2004年（平成16年）に部分開業し、八代駅 - 川内駅間が肥薩おれんじ鉄道に移管された。

### 年表

#### 全通以前

##### 門司港駅 - 八代駅間
- 1889年（明治22年）12月11日：九州鉄道が博多駅 - 千歳川仮停車場（筑後川北岸）間を開業、博多駅・二日市駅・原田駅・田代駅・鳥栖駅・千歳川仮停車場開業。
- 1890年（明治23年）
  - 1月20日：博多駅 - 二日市駅間に雑餉隈駅（現在の南福岡駅）が開業。
  - 3月1日：千歳川仮停車場 - 久留米駅間が開業。久留米駅開業、千歳川仮停車場廃止。
  - 9月28日：赤間駅 - 博多駅間が開業。赤間駅・福間駅・古賀駅・香椎駅・箱崎駅開業。
  - 11月15日：遠賀川駅 - 赤間駅間が開業。遠賀川駅・城山信号所開業。
- 1891年（明治24年）
  - 2月28日：黒崎駅 - 遠賀川駅間が開業。黒崎駅・折尾駅開業。
  - 4月1日：門司駅（現在の門司港駅）※ - 黒崎駅間（後の大蔵線経由）、久留米駅 - 高瀬駅（現在の玉名駅）間が開業。門司駅※・大里駅（現在の門司駅）・小倉駅・羽犬塚駅・矢部川（現在の瀬高駅）・大牟田駅・長洲駅・高瀬駅開業
  - 6月7日：渡瀬駅開業
  - 7月1日：高瀬駅 - 熊本駅間が開業。八代線となる。植木駅・池田駅（現在の上熊本駅）・熊本駅開業。
- 1892年（明治25年）4月1日：木葉駅開業。
- 1894年（明治27年）8月11日：熊本駅 - 川尻駅間が開業。川尻駅開業。
- 1895年（明治28年）1月28日：川尻駅 - 松橋駅間が開業。宇土駅・松橋駅開業。
- 1896年（明治29年）11月21日：松橋駅 - 八代駅（後の球磨川駅）間が開業。小川駅・有佐駅・八代駅開業。
- 1897年（明治30年）4月20日：門司駅※ - 小倉駅間が複線化。
- 1898年（明治31年）9月5日：小倉駅 - 黒崎駅間に大蔵駅が開業。
- 1900年（明治33年）12月10日：大里駅 - 小倉間に赤坂信号所が開設。
- 1901年（明治34年）1月1日：池田駅を上熊本駅に改称。
- 1902年（明治35年）12月27日：戸畑線 小倉駅 - 戸畑駅 - 黒崎駅間が開業。戸畑駅・八幡駅開業。
- 1904年（明治37年）
  - 2月9日：大里駅 - 小倉駅間に高浜信号所が開設。赤坂信号所が廃止。
  - 6月19日：吉塚駅が開業。
  - 7月14日：高浜信号所を富野信号所に改称。
- 1907年（明治40年）7月1日：九州鉄道が国有化。
- 1908年（明治41年）
  - 4月1日：枝光駅開業。
  - 6月1日：八代駅 - 人吉駅間が開業。八代線を人吉線と改称。八代駅が移転。これまでの八代駅は球磨川駅と改称し貨物駅になる。坂本駅・白石駅・一勝地駅・渡駅・人吉駅開業。
  - 7月1日：小倉駅 - 戸畑駅 - 黒崎駅間が複線化され人吉線に編入。小倉駅 - 大蔵駅 - 黒崎駅間は大蔵線となる。
- 1909年（明治42年）
  - 10月12日：国有鉄道線路名称制定。門司駅※ - 人吉駅間を人吉本線とする[46]。
  - 11月9日：遠賀川駅 - 赤間駅間を城山トンネル経由に切り換え、峠越えの旧線および城山信号所を廃止。この区間の複線化が予定されていたためトンネルは当時の複線規格で作られた。その後城山峠以南の旧線用地は国道3号（当時は2号）建設用地に転用される。
  - 11月21日：人吉駅 - 吉松駅間が開業。門司駅※ - 人吉駅 - 鹿児島駅間が鹿児島本線となる。矢岳駅・大畑駅を開業（吉松駅はすでに開業）。
- 1910年（明治43年）
  - 2月6日：海老津駅が開業[47]。
  - 4月20日：荒木駅開業[48]。
  - 11月3日：遠賀川駅 - 赤間駅間が複線化。
- 1911年（明治44年）
  - 4月4日：黒崎駅 - 折尾駅間が複線化。
  - 5月15日：大里駅 - 小倉駅間に赤坂仮乗降場が開業。
  - 5月17日：吉塚駅 - 博多駅間が複線化。篠栗線用の単線を転用。
- 1912年（大正元年）
  - 9月1日：大里駅 - 小倉駅間の赤坂仮乗降場が廃止。
  - 11月1日：万田駅（現在の荒尾駅）が開業[49]。
  - 11月4日：小倉駅 - 戸畑駅間（現在の西小倉駅 - 浜小倉駅間の地点）に板櫃川仮信号所が開設。
  - 11月21日：小倉駅 - 戸畑駅間の板櫃川仮信号所が廃止。
- 1913年（大正2年）
  - 4月1日：東郷駅が開業[50]。
  - 9月21日：竹下駅・水城駅が開業。蒸気動車運転開始（吉塚-二日市間）[51]。
  - 12月3日：小倉駅 - 戸畑駅間（現在の小倉駅 - 西小倉駅間の地点）に紫川仮信号場が開設。
  - 12月8日：折尾駅 - 遠賀川駅間が複線化。
- 1914年（大正3年）4月25日：紫川仮信号場が廃止。
- 1916年（大正4年）6月21日：小倉裏線廃止により、富野信号所廃止。
- 1917年（大正6年）
  - 8月10日：箱崎駅 - 吉塚駅間が複線化。
  - 9月17日：富野信号所が開設。前の同名の信号所とは別の場所に開設
- 1918年（大正7年）月日不明：木山口信号所開設。
- 1919年（大正8年）
  - 2月1日：小倉駅 - 戸畑駅間に上戸畑信号所が開設。
  - 10月15日：博多駅 - 二日市駅間が複線化。
- 1920年（大正9年）
  - 6月10日：二日市駅 - 原田駅間が複線化。
  - 10月1日：筑前新宮駅（現在の福工大前駅）が開業[52]。
  - 11月15日：福間駅 - 古賀駅間が複線化。
- 1921年（大正10年）
  - 1月26日：古賀駅 - 筑前新宮駅間が複線化。
  - 4月1日：原田駅 - 木山口信号所間、田代駅 - 鳥栖駅間が複線化。
  - 7月1日：東郷駅 - 福間駅間が複線化。
  - 7月5日：木山口信号所 - 田代駅間が複線化。
  - 8月1日：筑前新宮駅 - 香椎駅間が複線化。
  - 8月5日：木山口信号所を駅に変更し基山駅が開業[53]。
  - 10月1日：香椎駅 - 箱崎駅間が複線化。
  - 12月1日：赤間駅 - 東郷駅間が複線化、門司駅※ - 鳥栖駅間の複線化完成。
- 1922年（大正11年）
  - 4月1日：信号所・連絡所を信号場に改称。
  - 5月1日：黒崎駅 - 折尾駅間に陣原信号場（後の陣ノ原駅）が開設。
- 1923年（大正12年）8月15日：八幡駅 - 黒崎駅間に前田仮信号場が開設。
- 1925年（大正13年）3月6日：黒崎駅 - 折尾駅間の陣ノ原信号場が廃止。
- 1926年（大正15年）以前に八幡駅 - 黒崎駅間の前田仮信号場が廃止。
  - 4月15日：銀水駅が開業。
  - 6月1日：千丁駅が開業。
- 1927年（昭和2年）
  - 9月11日：西八幡駅（貨物）が開業。

※この節の門司駅は現在の門司港駅（1942年4月1日改称）

##### 八代駅 - 川内駅 - 鹿児島駅間
- 1913年（大正2年）
  - 10月11日：川内線として東市来駅 - 鹿児島駅間が開業。東市来駅・伊集院駅・饅頭石駅（現在の上伊集院駅）・武駅（現在の鹿児島中央駅）・鹿児島駅が開業。
  - 12月15日：川内線 串木野駅 - 東市来駅間が開業。串木野駅・湯之元駅が開業。
- 1914年（大正3年）6月1日：川内線 川内町駅（現在の川内駅） - 串木野駅間が開業。川内町駅・隈之城駅・木場茶屋駅が開業。
- 1922年（大正11年）
  - 7月1日：川内線 西方駅 - 川内町駅間が開業。西方駅・草道駅・上川内駅が開業。
  - 10月15日：川内線 阿久根駅 - 西方駅間が開業。阿久根駅・牛ノ浜駅が開業。
- 1923年（大正12年）
  - 3月25日：川内線 野田郷駅 - 阿久根駅間が開業。野田郷駅・折口駅が開業。
  - 7月15日：肥薩線として八代駅 - 日奈久駅（現在の日奈久温泉駅）間が開業。日奈久駅が開業。
  - 10月15日：川内線 米ノ津駅 - 野田郷駅間が開業。米ノ津駅・出水駅・武本駅（現在の西出水駅）・高尾野駅が開業。
- 1924年（大正13年）10月20日：宮之城線の開業により、川内線を川内本線に改称。
- 1925年（大正14年）4月15日：肥薩線 日奈久駅 - 佐敷駅間が開業。肥後二見駅・肥後田浦駅・佐敷駅が開業。
- 1926年（大正15年）
  - 7月21日：川内本線（肥薩海岸線[54]）水俣駅 - 米ノ津駅間が開業。水俣駅・袋駅が開業。
  - 9月12日：肥薩線 佐敷駅 - 湯浦駅間が開業。湯浦駅が開業。
- 1927年（昭和2年）
  - 10月17日：湯浦駅 - 水俣駅間が開業[55]。津奈木駅が開業。八代駅 - 川内駅 - 鹿児島駅間を鹿児島本線に編入。従来の鹿児島本線八代駅 - 人吉駅 - 鹿児島駅間は肥薩線となる[56][57]。武駅を西鹿児島駅に改称[58]。

#### 全通後
- 1928年（昭和3年）
  - 7月11日：武本駅を西出水駅に改称。
  - 7月20日：船小屋駅が開業。
  - 11月28日：大野下駅が開業。
  - 12月23日：鳥栖駅 - 久留米駅間に旭信号場が開設。
- 1930年（昭和5年）
  - 4月1日：貨物支線 門司駅（現在の門司港駅） - 外浜駅間、大里駅（現在の門司駅） - 小森江操車場間が開業。葛葉駅が開業。
  - 11月3日：西市来駅を市来駅に改称。
- 1932年（昭和7年）
  - 4月28日：折尾駅 - 遠賀川駅間で急行貨物列車が脱線し、機関車と貨車13両が曲川に転落。機関士1人が負傷。原因は何者かがレールの継目板を破壊したことによるもの[59]。
  - 7月（日時不詳） - 西方駅 - 草道駅間で列車が大雨により流出してきた土砂で転覆、埋没[59]。
- 1933年（昭和8年）
  - 2月5日：貨物支線 葛葉駅 - 門司港駅（後の門司埠頭駅）間が開業。
  - 7月17日：肥後高田駅が開業。
- 1934年（昭和9年）
  - 6月7日：旭信号場を駅に変更し肥前旭駅が開業。
  - 11月3日：鳥栖駅 - 肥前旭駅間が複線化。
- 1935年（昭和10年）
  - 3月23日：井手ノ上駅（現在の南瀬高駅）が開業。
  - 4月3日：肥後伊倉駅が開業。
- 1936年（昭和11年）12月15日：薩摩大川駅が開業。
- 1937年（昭和12年）
  - 5月17日：西牟田駅が開業。
  - 12月27日：小倉駅西方2キロ付近で走行中の準急列車から出火。3両が全焼して死者6人、重軽傷50余人[60]（「鹿児島線列車火災事故」も参照）。
- 1940年（昭和15年）10月1日：川内町駅を川内駅に改称。
- 1942年（昭和17年）
  - 4月1日：門司駅を門司港駅に、大里駅を門司駅に、矢部川駅を瀬高町駅に改称。これまでの門司港駅（貨物駅）を門司埠頭駅に改称。貨物支線 門司駅 - 小森江操車場間が廃止（門司駅に統合）。
  - 5月24日：肥前旭駅 - 久留米駅間が複線化。
  - 7月1日：香椎駅 - 博多港駅間が開業。
  - 11月15日：井手ノ上駅を南瀬高駅に改称。
- 1943年（昭和18年）5月1日：富野信号場を東小倉駅に統合し廃止。
  - 6月15日：万田駅を荒尾駅に改称。
  - 7月20日：黒崎駅 - 折尾駅間（現在の陣原駅 - 折尾駅間）に陣ノ原仮信号場が開設。
  - 10月1日：木葉駅 - 植木駅間に田原坂信号場、植木駅 - 上熊本駅間に西里信号場が開設。
  - 10月6日：黒崎駅 - 折尾駅間が複々線化。
- 1944年（昭和19年）
  - 9月1日：黒崎駅 - 折尾駅間の陣ノ原仮信号場が廃止。
  - 12月10日：黒崎駅 - 折尾駅間（現在の黒崎駅 - 陣原駅間）に陣ノ原仮信号場が開設。
- 1945年（昭和20年）
  - 6月10日：貨物支線 球磨川駅 - 八代駅間が廃止（八代駅の側線に変更）。
  - 6月16日：黒崎駅 - 折尾駅間の陣ノ原仮信号場が廃止。
- 1946年（昭和21年）6月10日：雑餉隈駅（現在の南福岡駅） - 水城駅間に春日信号場が開設。
- 1949年（昭和24年）12月15日：饅頭石駅を上伊集院駅に改称。
- 1950年（昭和25年）5月1日：南荒尾駅が開業。
- 1951年（昭和26年）7月23日：西方駅 - 草道駅間に唐浜仮乗降場が開業。
- 1952年（昭和27年）
  - 2月1日：黒崎駅 - 折尾駅間に折尾操車場が開設。
  - 5月1日：薩摩高城駅が開業。
  - 10月10日：上田浦駅が開業。
- 1953年（昭和28年）
  - 4月1日：貨物支線 黒崎駅 - 黒崎港駅間が開業。
  - 5月1日：貨物支線 鹿児島駅 - 鹿児島港駅間が開業。
- 1954年（昭和29年）
  - 2月11日：薩摩松元駅が開業。
  - 6月15日：博多港駅 - 福岡港駅間が開業。
  - 12月10日：西里信号場を駅に変更し西里駅が開業。
- 1955年（昭和30年）
  - 3月8日：薩摩高城駅 - 草道駅間の唐浜仮乗降場が廃止。
  - 7月22日：東小倉駅 - 小倉駅間が複々線化。
- 1956年（昭和31年）
  - 3月30日：門司駅 - 東小倉駅間が複々線化。
  - 4月10日：瀬高町駅を瀬高駅に、高瀬駅を玉名駅に改称。
- 1957年（昭和32年）10月1日：上伊集院駅 - 西鹿児島駅（現在の鹿児島中央駅）間に広木信号場が開設。
- 1958年（昭和33年）3月1日：小倉駅が現在地に移転。
- 1959年（昭和34年）6月1日：海浦駅が開業。
- 1961年（昭和36年）
  - 5月1日：折尾操車場を駅に変更し東折尾駅（貨物）が開業。
  - 6月1日：門司港駅 - 久留米駅間が電化。
  - 9月24日：久留米駅 - 荒木駅間が複線化。
  - 9月28日：渡瀬駅 - 銀水駅間が複線化。
  - 10月1日：水巻駅、春日信号場を駅に変更し白木原駅（現在の大野城駅）が開業。
  - 10月27日：八幡駅 - 黒崎駅間が複々線化。
- 1962年（昭和37年）
  - 2月15日：久留米駅 - 荒木駅間が電化[61]。
  - 9月27日：銀水駅 - 大牟田駅間が複線化。
- 1963年（昭和38年）
  - 2月20日：熊本駅 - 川尻駅間が複線化。
  - 4月25日：浜戸川信号場 - 宇土駅間が複線化。
  - 12月1日：吉塚駅 - 博多駅 - 竹下駅間が経路変更。博多駅移転高架化。
- 1964年（昭和39年）
  - 2月1日：福岡港駅 - 福岡市場駅間が開業。
  - 9月1日：荒木駅 - 羽犬塚駅間が複線化。
- 1965年（昭和40年）
  - 7月14日：羽犬塚駅 - 船小屋駅間が複線化。
  - 8月26日：瀬高駅 - 南瀬高駅間が複線化。
  - 8月29日：大野下駅 - 玉名駅間が複線化。
  - 9月1日：船小屋駅 - 瀬高駅間が複線化。
  - 9月3日：大牟田駅 - 荒尾駅間が複線化。
  - 9月10日：荒木駅 - 熊本駅間が電化。
  - 10月1日：東小倉駅 - 小倉駅間が三複線化。
  - 10月1日：田原坂信号場を駅に変更し田原坂駅が開業。
- 1966年（昭和41年）
  - 3月24日：南瀬高駅 - 渡瀬駅間が複線化。
  - 8月20日：小倉駅 - 上戸畑信号場間が複々線化[62]。
  - 9月16日：堅山信号場 - 串木野駅間が複線化[63]。
  - 9月27日：湯浦駅 - 倉谷信号場間が複線化[64]。
  - 10月1日：戸畑駅 - 枝光駅間に牧山トンネルが開通。上戸畑信号場 - 八幡駅間が複々線化され[65]、門司駅 - 折尾駅間の複々線化が完成。
  - 11月1日：雑餉隈駅を南福岡駅に改称。
  - 12月22日：木葉駅 - 田原坂駅間が複線化[66]。
- 1967年（昭和42年）
  - 3月23日：荒尾駅 - 南荒尾駅間が複線化[67][68]。
  - 6月27日：田原坂駅 - 植木駅間が複線化[69][70]。
  - 9月19日：南荒尾駅 - 長洲駅間が複線化[71]。
  - 9月26日：肥後伊倉駅 - 木葉駅間が複線化[72]。
  - 9月30日：宇土駅 - 松橋駅間が複線化[73]。
- 1968年（昭和43年）
  - 3月18日：玉名駅 - 肥後伊倉駅間が複線化[74]。
  - 3月22日：長洲駅 - 大野下駅間が複線化[74]。
  - 4月16日：木場茶屋駅 - 堅山信号場間が複線化[75]。堅山信号場が廃止[75]。
  - 5月23日：倉谷信号場 - 津奈木駅間が複線化[76]。倉谷信号場が廃止[76]。
  - 8月20日：松橋駅 - 小川駅間が複線化。
  - 8月28日：上熊本駅 - 熊本駅間が複線化。
  - 9月14日：西里駅 - 上熊本駅間が複線化。
  - 9月19日：津奈木駅 - 水俣駅間に初野信号場が開設。
  - 9月23日：門司港駅 - 米ノ津駅間が自動信号化[77]。
  - 9月27日：上伊集院駅 - 広木信号場間が複線化[78]。
  - 9月28日：植木駅 - 西里駅間が複線化[78]により久留米駅 - 熊本駅 - 川尻駅間の複線化工事完工。
  - 9月30日：熊本駅 - 川尻駅間が電化。
- 1969年（昭和44年）
  - 4月10日：八代駅 - 袋駅間に列車集中制御装置 (CTC) 導入[79][80]。
  - 9月27日：広木信号場 - 西鹿児島間が複線化[81]。広木信号場が廃止。
  - 10月1日：浜小倉駅（貨物）が開業。
  - 10月7日：東市来駅 - 茂頭信号場間が複線化。
- 1970年（昭和45年）
  - 3月25日：川尻駅 - 浜戸川信号場間が複線化[82]。浜戸川信号場が廃止。
  - 4月1日：米ノ津駅 - 東市来駅間が CTC 化[80]。
  - 5月28日：小川駅 - 有佐駅間が複線化[83]。
  - 7月1日：新中原駅（現在の九州工大前駅）が開業。
  - 7月7日：有佐駅 - 千丁駅間が複線化[84]。
  - 7月10日：茂頭信号場 - 伊集院駅間が複線化[85]。茂頭信号場が廃止。
  - 7月22日：千丁駅 - 八代駅間が複線化。
  - 9月1日：川尻駅 - 鹿児島駅間が電化[86]。全線電化完成。
- 1971年（昭和46年）2月20日：熊本駅 - 八代駅間、東市来駅 - 鹿児島駅間が CTC 化[80]。
- 1972年（昭和47年）5月23日：西鹿児島駅 - 鹿児島駅間が複線化[87]。
- 1975年（昭和50年）
  - 2月26日：折口駅 - 阿久根駅間に赤瀬川信号場が開設。
  - 3月10日：香椎駅 - 福岡貨物ターミナル駅間が電化。福岡貨物ターミナル駅が開業。
- 1977年（昭和52年）8月4日：伊集院駅 - 薩摩松元駅間が複線化[88]。
- 1978年（昭和53年）10月2日：東福間駅が開業。
- 1980年（昭和55年）2月6日：薩摩松元駅 - 上伊集院駅間が複線化[89]。
- 1982年（昭和57年）
  - 2月28日：貨物支線 黒崎駅 - 黒崎港駅間が廃止[90]。
  - 11月14日：貨物支線 葛葉駅 - 門司埠頭駅間、福岡港駅 - 福岡市場駅間が廃止[91]。
- 1984年（昭和59年）
  - 2月1日：貨物支線 鹿児島駅 - 鹿児島港駅間が廃止。東折尾駅（貨物）を廃止し東折尾信号場に変更。
  - 2月10日：浜小倉駅 - 戸畑駅間の上戸畑信号場が廃止。
- 1985年（昭和60年）3月14日：博多港駅 - 福岡港駅間が廃止[92]。
- 1986年（昭和61年）
  - 10月20日：門司港駅 - 赤間駅間が CTC 化[93]。
  - 10月22日：赤間駅 - 荒木駅間が CTC 化[93]。
  - 10月23日：荒木駅 - 熊本駅間が CTC 化[93]。
  - 11月1日：葛葉駅・西八幡駅が廃止。それぞれ門司港駅、黒崎駅に統合。
- 1987年（昭和62年）
  - 3月9日：笹原駅が開業[94]。
  - 3月31日：香椎駅 - 博多港駅間の旅客営業が廃止。

#### 民営化後
- 1987年（昭和62年）
  - 4月1日：国鉄分割民営化により九州旅客鉄道が承継[95]。
  - 10月1日：西小倉駅に鹿児島本線ホームを新設。
- 1988年（昭和63年）3月13日：黒崎駅 - 筑豊本線駅間の連絡線上にも折尾駅ホームを設置。小森江駅・教育大前駅・熊本工大前駅（現在の崇城大学前駅）が開業。
- 1989年（平成元年）
  - 3月11日：白木原駅を大野城駅に改称[96]。九産大前駅・春日駅・都府楼南駅・天拝山駅が開業[97]。
  - 12月22日：門司港駅 - 荒木駅間にPRCを導入[98]。
- 1990年（平成2年）
  - 3月10日：けやき台駅が開業。博多駅 - 八代駅間の営業最高速度を130km/hに引上げ[95]。
  - 11月1日：新中原駅を九州工大前駅に改称[99]。
- 1991年（平成3年）
  - 3月16日：吉塚駅 - 博多駅間が三線化。篠栗線の全列車が博多駅直通となる。吉野駅が開業。
  - 9月30日：千鳥駅が開業。
- 1998年（平成10年）4月1日：福岡貨物ターミナル駅 - 博多港駅間(4.1 km)が廃止。
- 1999年（平成11年）
  - 7月2日：枝光駅 - 八幡駅間をスペースワールド駅経由の新線に切替え[100]。スペースワールド駅が開業[100]。同区間の営業キロは1.0km短縮され[100]、並行する山陽新幹線・小倉駅 - 博多駅間の営業キロも同様に変更。
  - 10月1日：銀水駅 - 八代駅間でワンマン運転開始[100]。
- 2000年（平成12年）
  - 9月11日：小倉駅 - 西小倉駅間に紫川信号場が開設。
  - 11月21日：陣原駅が開業。
- 2001年（平成13年）3月3日：弥生が丘駅が開業。
- 2002年（平成14年）
  - 2月22日：海老津駅 - 教育大前駅間で列車衝突事故が発生（無閉塞運転#無閉塞運転による事故を参照）。
  - 3月23日：JR貨物門司駅が北九州貨物ターミナル駅に改称。
  - 12月1日：吉塚駅 - 箱崎駅付近の下り線が高架化[101]。
- 2003年（平成15年）
  - 3月15日：水城駅 - 都府楼南駅間に太宰府信号場が開設[102]。
  - 7月7日：旧香椎操車場跡地に高架の千早駅が開業[103]。
  - 10月1日：川内駅 - 西鹿児島駅間でワンマン運転開始[103]。
- 2004年（平成16年）3月13日：九州新幹線鹿児島ルートの部分開業に伴い、八代駅 - 川内駅間が肥薩おれんじ鉄道に移管[103]。新八代駅が開業[103]。西鹿児島駅を鹿児島中央駅に[103]、熊本工大前駅を崇城大学前駅に[103]、JR貨物鹿児島駅を鹿児島貨物ターミナル駅に改称。箱崎駅の高架完成[104]。折尾駅 - 赤間駅間を各駅に停車する「準快速」が運行開始となる[103]。
- 2005年（平成17年）
  - 3月1日：鳥栖駅 - 銀水駅間でワンマン運転開始[105]。
  - 10月1日：門司港駅 - 外浜駅間の貨物支線が休止。2003年3月より列車は運行されていなかった。
- 2006年（平成18年）3月18日：鳥栖貨物ターミナル駅が開業。ワンマン運転区間における車内精算（乗車時に整理券を取って、降車時に運賃等とともに運転士に渡す）をすべて取りやめる（都市型ワンマン運転に変更）。
- 2008年（平成20年）
  - 3月15日：筑前新宮駅を福工大前駅に改称[注釈 4]。
  - 9月5日：門司港駅 - 外浜駅間の貨物支線が廃止。
- 2009年（平成21年）
  - 3月1日：門司港駅 - 荒尾駅間でICカード「SUGOCA」を導入。
  - 3月14日：ししぶ駅・広木駅が開業。
- 2010年（平成22年）3月13日：新宮中央駅・神村学園前駅が開業[106]。
- 2011年（平成23年）3月12日：九州新幹線鹿児島ルートの全線開業にともない、船小屋駅を移転のうえ、筑後船小屋駅に改称。富合駅が開業[23]。
- 2012年（平成24年）12月1日：「SUGOCA」の利用可能エリアに荒尾駅 - 八代駅間と川内駅 - 鹿児島駅間が追加され、全線でSUGOCAが利用可能となる。
- 2014年（平成26年）4月1日：西鉄天神大牟田線主要駅と大牟田駅 - 熊本駅間との連絡運輸制度が廃止。
- 2015年（平成27年）3月14日：上熊本駅 - 熊本駅間の約6kmのうち、上り線約6kmと下り線の熊本駅部約2kmを除く約4kmが高架化[107][108]。
- 2016年（平成28年）
  - 3月26日：西熊本駅が開業[109][110]。
  - 6月30日：省令に基づく、ATS-DK地上子の設置工事が終了する。
  - 12月22日：スマートフォンアプリ「JR九州アプリ」内の列車位置情報システム「どれどれ」運用開始により、リアルタイムの列車位置情報が配信開始[111]。
- 2018年（平成30年）
  - 3月17日
    - 下り線の熊本駅部約2kmが高架化される[112]。
    - ダイヤ改正。福岡都市圏の「準快速」が廃止され、「区間快速」に変更[113]。

  - 9月28日：門司港駅 - 荒尾駅間で駅ナンバリングを制定[7]。
- 2019年（平成31年）3月16日：ダイヤ改正により肥薩おれんじ鉄道線からの快速列車直通運転を休止[39]。821系運用開始。
- 2020年（令和2年）
  - 3月14日：ダイヤ改正
    - 香椎線からの乗り入れ列車（西戸崎発博多行き）1本が設定され、BEC819系が運用開始[114]。
    - 前日をもって、415系による12両編成の快速列車の運転を終了。821系9両編成と前述のBEC819系4両編成に置き換え。

  - 4月11日 - 5月31日：新型コロナウイルス感染症による利用客減少・感染予防に伴い、土休日を中心に、門司港駅・小倉駅 - 久留米駅間の快速を1日あたり4往復運休、また、福間駅 - 博多駅間の普通列車の区間運休を実施[115]（5月11日から海老津駅 - 荒木駅間の区間快速4往復などが追加）[116][117]。
  - 7月5日 - 8月3日：令和2年7月豪雨の影響で羽犬塚駅 - 熊本駅間、川内駅 - 鹿児島中央駅間が一時不通となる[118][119][120][121]。
- 2022年（令和4年）
  - 3月12日：折尾駅高架化事業完成により、陣原駅 - 折尾駅間の短絡線を高架化。黒崎駅 - 折尾駅間を複々線で運用再開。
  - 9月23日：ダイヤ改正[122][28]。
    - 特急「かもめ」を廃止し、特急「リレーかもめ」、特急「かささぎ」が設定される。
    - 日中時間帯の「快速」運転取りやめ。
    - 「区間快速」の停車パターンを快速区間が「福間駅 - 二日市駅間」「福間駅 - 鳥栖駅間」となる2種類に再編。
    - 鳥栖駅（久留米駅）、大牟田駅で日中の運用系統を分割。
    - 門司港駅 - 折尾駅間の区間運転を直方駅まで延伸。
    - 門司港駅 - 小倉駅間で6両ワンマン運転[注釈 5]、小倉駅 - 折尾駅間で3両ワンマン運転[注釈 6]、鳥栖駅 - 八代駅間・川内駅 - 鹿児島駅間で4両ワンマン運転開始。
- 2023年（令和5年）
  - 7月22日：不正乗車防止のため8月10日まで小倉駅での自動券売機による170円区間の乗車券販売を停止[123]。
  - 10月1日：JR九州サービスサポートへの業務委託を終了し、同社の業務委託駅がJR九州直営となる。
- 2024年（令和6年）
  - 3月16日
    - ダイヤ改正。区間快速に快速区間が「折尾駅・福間駅 - 羽犬塚駅間」、「折尾駅 - 二日市駅・鳥栖駅間」となる停車パターンが追加。
    - 折尾駅 - 二日市駅間の普通列車の一部において、BEC819系による営業列車での自動運転実験（運転士乗務）を開始[29]。

  - 12月12日 - 12月30日：川内駅構内で発生した貨物列車の脱線事故の影響で川内駅 - 隈之城駅間が不通となる[124]。
- 2025年（令和7年）3月15日：ダイヤ改正で全ての快速が海老津駅に停車するようになる。
- 2027年（令和9年）頃：千早駅 - 箱崎駅間に貝塚新駅（仮称）を設置する予定[125][126][17]。
- 2031年（令和13年）頃：小倉総合車両センターを西小倉駅構内から東小倉駅構内に移転予定[127]。

## 駅一覧
- （貨）北九州貨物ターミナル駅および（貨）熊本駅の営業キロはJR貨物が独自に使用するものであり、正式な営業キロはそれぞれ門司駅、熊本駅と同一。
- 駅名 …（貨）：貨物専用駅、◆・◇・■：貨物取扱駅（貨物専用駅を除く。◇は定期貨物列車の発着なし、■はオフレールステーション）、（臨）：臨時駅

### 九州旅客鉄道

#### 門司港駅 - 博多駅間
- この区間は全区間福岡県内に所在。
- 特定都区市内制度適用範囲の駅 … 九：北九州市内、福：福岡市内
- 停車駅
  - 普通…すべての旅客駅に停車。
  - 区間快速・快速…●印の駅は全列車停車、＊印の駅は土休日の時間帯により停車、★印の駅は快速区間外の列車のみの停車[注釈 7]、｜印の駅は全列車通過。
  - 特急…#優等列車に挙げられている各列車記事参照。
- 小倉駅 - 折尾駅間は旅客線と貨物線との線路別複々線、うち黒崎駅 - 折尾駅間は福北ゆたか線との線路別複々線を兼ねる。また、吉塚駅 -博多駅間は福北ゆたか線の単線が敷かれている。それ以外の区間は複線。
- 駅番号については鹿児島本線内のものを表記する。

| 駅番号 | 駅名                         | 営業キロ | 営業キロ | 区間快速 | 快速 | 接続路線・備考 | 所在地        | 所在地        |
| 駅番号 | 駅名                         | 駅間     | 累計     | 区間快速 | 快速 | 接続路線・備考 | 所在地        | 所在地        |
| ------ | ---------------------------- | -------- | -------- | -------- | ---- | --- | ------------- | ------------- |
| JA31   | 門司港駅 九                  | -        | 0.0      | ●        | ●    | 平成筑豊鉄道：門司港レトロ観光線（九州鉄道記念館駅）                                                                                     | 北九州市      | 門司区        |
| JA30   | 小森江駅 九                  | 4.0      | 4.0      | ●        | ●    | | 北九州市      | 門司区        |
| JA29   | 門司駅 九                    | 1.5      | 5.5      | ●        | ●    | 九州旅客鉄道： 山陽本線（JA52） | 北九州市      | 門司区        |
|        | （貨）北九州貨物ターミナル駅 | 1.4      | 6.9      | ｜       | ｜   | | 北九州市      | 門司区        |
|        | （貨）東小倉駅               | 2.5      | 9.4      | ｜       | ｜   | | 北九州市      | 小倉北区      |
| JA28   | 小倉駅 九                    | 1.6      | 11.0     | ●        | ●    | 九州旅客鉄道： 日豊本線（JF01）・ 日田彦山線（JI01） 西日本旅客鉄道： 山陽新幹線 北九州高速鉄道（北九州モノレール）：小倉線（01）        | 北九州市      | 小倉北区      |
|        | 紫川信号場                   | -        | 11.1     | ｜       | ｜   | | 北九州市      | 小倉北区      |
| JA27   | 西小倉駅 九                  | 0.8      | 11.8     | ●        | ●    | 九州旅客鉄道： 日豊本線（JF02）・ 日田彦山線（JI02）                                                                                     | 北九州市      | 小倉北区      |
|        | （貨）浜小倉駅               | 1.6      | 13.4     | ｜       | ｜   | | 北九州市      | 小倉北区      |
| JA26   | 九州工大前駅 九              | 1.9      | 15.3     | ●        | ｜   | | 北九州市      | 戸畑区        |
| JA25   | 戸畑駅 九                    | 1.9      | 17.2     | ●        | ●    | | 北九州市      | 戸畑区        |
| JA24   | 枝光駅 九                    | 2.8      | 20.0     | ●        | ｜   | | 北九州市      | 八幡東区      |
| JA23   | スペースワールド駅 九        | 1.1      | 21.1     | ●        | ＊   | | 北九州市      | 八幡東区      |
| JA22   | 八幡駅 九                    | 1.1      | 22.2     | ●        | ●    | | 北九州市      | 八幡東区      |
| JA21   | 黒崎駅 九◆                   | 2.7      | 24.9     | ●        | ●    | 筑豊電気鉄道：CK 筑豊電気鉄道線（黒崎駅前駅：CK01）                                                                                      | 北九州市      | 八幡西区      |
|        | 東折尾信号場                 | -        | 26.8     | ｜       | ｜   | | 北九州市      | 八幡西区      |
| JA20   | 陣原駅 九                    | 2.2      | 27.1     | ●        | ｜   | | 北九州市      | 八幡西区      |
| JA19   | 折尾駅 九                    | 3.0      | 30.1     | ●        | ●    | 九州旅客鉄道： 筑豊本線（福北ゆたか線（JC26）・若松線（JE01））                                                                          | 北九州市      | 八幡西区      |
| JA18   | 水巻駅                       | 2.1      | 32.2     | ★        | ｜   | | 遠賀郡        | 水巻町        |
| JA17   | 遠賀川駅                     | 2.1      | 34.3     | ★        | ｜   | | 遠賀郡        | 遠賀町        |
| JA16   | 海老津駅                     | 5.1      | 39.4     | ●        | ●    | | 遠賀郡        | 岡垣町        |
| JA15   | 教育大前駅                   | 5.2      | 44.6     | ★        | ｜   | | 宗像市        | 宗像市        |
| JA14   | 赤間駅                       | 1.9      | 46.5     | ●        | ●    | | 宗像市        | 宗像市        |
| JA13   | 東郷駅                       | 4.2      | 50.7     | ●        | ●    | | 宗像市        | 宗像市        |
| JA12   | 東福間駅                     | 3.2      | 53.9     | ★        | ｜   | | 福津市        | 福津市        |
| JA11   | 福間駅                       | 2.7      | 56.6     | ●        | ●    | | 福津市        | 福津市        |
| JA10   | 千鳥駅                       | 1.9      | 58.5     | ｜       | ｜   | | 古賀市        | 古賀市        |
| JA09   | 古賀駅                       | 2.1      | 60.6     | ●        | ●    | | 古賀市        | 古賀市        |
| JA08   | ししぶ駅                     | 1.4      | 62.0     | ｜       | ｜   | | 古賀市        | 古賀市        |
| JA07   | 新宮中央駅                   | 1.4      | 63.4     | ｜       | ｜   | | 糟屋郡 新宮町 | 糟屋郡 新宮町 |
| JA06   | 福工大前駅 福                | 1.7      | 65.1     | ●        | ●    | | 福岡市        | 東区          |
| JA05   | 九産大前駅 福                | 3.0      | 68.1     | ｜       | ｜   | | 福岡市        | 東区          |
| JA04   | 香椎駅 福                    | 1.7      | 69.8     | ●        | ●    | 九州旅客鉄道： 香椎線（海の中道線：JD06）                                                                                                | 福岡市        | 東区          |
| JA03   | 千早駅 福                    | 1.2      | 71.0     | ●        | ●    | 西日本鉄道：NK 貝塚線（西鉄千早駅：NK03）                                                                                                | 福岡市        | 東区          |
|        | 千早操車場                   | -        | 71.3     | ｜       | ｜   | 日本貨物鉄道：鹿児島本線貨物支線（博多臨港線）                                                                                           | 福岡市        | 東区          |
| -      | 貝塚新駅（仮称）福           | -        | 73.3     | ｜       | ｜   | 西日本鉄道：NK 貝塚線（貝塚駅：NK01） 福岡市地下鉄： 箱崎線（貝塚駅：H07） 2027年開業予定。                                              | 福岡市        | 東区          |
| JA02   | 箱崎駅 福                    | 4.0      | 75.0     | ｜       | ｜   | | 福岡市        | 東区          |
| JA01   | 吉塚駅 福                    | 1.4      | 76.4     | ●        | ●    | 九州旅客鉄道： 篠栗線（福北ゆたか線：JC01）                                                                                              | 福岡市        | 博多区        |
| 00     | 博多駅 福                    | 1.8      | 78.2     | ●        | ●    | 九州旅客鉄道： 九州新幹線・ 鹿児島本線（大牟田方面） 西日本旅客鉄道： 山陽新幹線・■博多南線 福岡市地下鉄： 空港線（K11）・ 七隈線（N18） | 福岡市        | 博多区        |

1. ↑  下関駅からの列車が、一部を除いて小倉駅方面に乗り入れる。また、山陽本線に制定された路線記号及び駅ナンバリングは、小倉駅を起点としている。
2. 1 2  日田彦山線の正式な起点は日豊本線城野駅だが、運転系統上は全列車が小倉駅まで乗り入れる。
3. ↑  福北ゆたか線（運転系統上の愛称）の起点駅は黒崎駅である。
4. ↑  正式な起点は香椎駅であるが、実際は千早操車場で分岐。
5. ↑  福北ゆたか線（運転系統上の愛称）の終点駅は博多駅である。
6. ↑  篠栗線の列車は運転系統上、すべて博多駅へ乗り入れる。

- JR九州の直営駅（駅長配置駅）：門司港駅、小倉駅、黒崎駅、折尾駅、赤間駅、香椎駅、千早駅、博多駅
- 無人駅：小森江駅

その他の駅はJR九州の直営駅だが駅長の配置がない。

#### 博多駅 - 荒尾駅間
- 特定都区市内制度適用範囲の駅 … 福：福岡市内
- 累計営業キロ数は門司港駅からのもの。
- 停車駅
  - 普通…すべての旅客駅に停車。
  - 区間快速・快速…●印の駅は全列車停車、▲印の駅は列車・時間帯により停車、★印の駅は快速区間外の列車のみの停車[注釈 8]、｜印の駅は全列車通過。
  - 特急…#優等列車に挙げられている各列車記事参照。
- 博多駅 - 竹下駅間は回送線との線路別複々線、南福岡駅 - 春日駅間は上り線2線・下り線1線の三線。それ以外の区間は複線。
- 駅番号については鹿児島本線内のものを表記する。

| 駅番号 | 駅名                       | 営業キロ | 営業キロ | 区間快速 | 快速 | 接続路線 | 所在地        | 所在地          | 所在地          |
| 駅番号 | 駅名                       | 駅間     | 累計     | 区間快速 | 快速 | 接続路線 | 所在地        | 所在地          | 所在地          |
| ------ | -------------------------- | -------- | -------- | -------- | ---- | --- | ------------- | --------------- | --------------- |
| 00     | 博多駅 福                  | -        | 78.2     | ●        | ●    | 九州旅客鉄道： 九州新幹線・ 鹿児島本線（小倉方面）・ 篠栗線（福北ゆたか線） 西日本旅客鉄道： 山陽新幹線・■博多南線 福岡市地下鉄： 空港線（K11）・ 七隈線（N18） | 福岡県        | 福岡市          | 博多区          |
| JB01   | 竹下駅 福                  | 2.7      | 80.9     | ▲        | ▲    | | 福岡県        | 福岡市          | 博多区          |
| JB02   | 笹原駅 福                  | 2.4      | 83.3     | ▲        | ★    | | 福岡県        | 福岡市          | 南区            |
| JB03   | 南福岡駅 福                | 1.6      | 84.9     | ●        | ●    | | 福岡県        | 福岡市          | 博多区          |
| JB04   | 春日駅                     | 1.2      | 86.1     | ｜       | ｜   | | 福岡県        | 春日市          | 春日市          |
| JB05   | 大野城駅                   | 1.3      | 87.4     | ●        | ●    | | 福岡県        | 大野城市        | 大野城市        |
| JB06   | 水城駅                     | 1.4      | 88.8     | ｜       | ｜   | | 福岡県        | 大野城市        | 大野城市        |
|        | 太宰府信号場               | -        | 90.0     | ｜       | ｜   | | 福岡県        | 太宰府市        | 太宰府市        |
| JB07   | 都府楼南駅                 | 2.2      | 91.0     | ｜       | ｜   | | 福岡県        | 太宰府市        | 太宰府市        |
| JB08   | 二日市駅                   | 1.4      | 92.4     | ●        | ●    | | 福岡県        | 筑紫野市        | 筑紫野市        |
| JB09   | 天拝山駅                   | 1.9      | 94.3     | ★        | ｜   | | 福岡県        | 筑紫野市        | 筑紫野市        |
| JB10   | 原田駅                     | 3.6      | 97.9     | ●        | ●    | 九州旅客鉄道： 筑豊本線（原田線：JG05） | 福岡県        | 筑紫野市        | 筑紫野市        |
| JB11   | けやき台駅                 | 2.0      | 99.9     | ★        | ｜   | | 佐賀県        | 三養基郡 基山町 | 三養基郡 基山町 |
| JB12   | 基山駅                     | 1.5      | 101.4    | ●        | ●    | 甘木鉄道：甘木線 | 佐賀県        | 三養基郡 基山町 | 三養基郡 基山町 |
| JB13   | 弥生が丘駅                 | 2.1      | 103.5    | ★        | ｜   | | 佐賀県        | 鳥栖市          | 鳥栖市          |
| JB14   | 田代駅                     | 2.1      | 105.6    | ★        | ｜   | | 佐賀県        | 鳥栖市          | 鳥栖市          |
|        | （貨）鳥栖貨物ターミナル駅 | 2.1      | 105.6    | ｜       | ｜   | | 佐賀県        | 鳥栖市          | 鳥栖市          |
| JB15   | 鳥栖駅                     | 1.2      | 106.8    | ●        | ●    | 九州旅客鉄道： 長崎本線（JH01） | 佐賀県        | 鳥栖市          | 鳥栖市          |
| JB16   | 肥前旭駅                   | 3.6      | 110.4    | ★        | ｜   | | 佐賀県        | 鳥栖市          | 鳥栖市          |
| JB17   | 久留米駅                   | 3.5      | 113.9    | ●        | ●    | 九州旅客鉄道： 九州新幹線・■久大本線（ゆふ高原線） | 福岡県        | 久留米市        | 久留米市        |
| JB18   | 荒木駅                     | 4.9      | 118.8    | ●        | ●    | | 福岡県        | 久留米市        | 久留米市        |
| JB19   | 西牟田駅                   | 3.8      | 122.6    | ★        | ｜   | | 福岡県        | 筑後市          | 筑後市          |
| JB20   | 羽犬塚駅                   | 3.5      | 126.1    | ●        | ●    | | 福岡県        | 筑後市          | 筑後市          |
| JB21   | 筑後船小屋駅               | 3.6      | 129.7    | ●        | ●    | 九州旅客鉄道： 九州新幹線 | 福岡県        | 筑後市          | 筑後市          |
| JB22   | 瀬高駅                     | 2.5      | 132.2    | ●        | ●    | | 福岡県        | みやま市        | みやま市        |
| JB23   | 南瀬高駅                   | 3.0      | 135.2    | ★        | ｜   | | 福岡県        | みやま市        | みやま市        |
| JB24   | 渡瀬駅                     | 3.9      | 139.1    | ★        | ｜   | | 福岡県        | みやま市        | みやま市        |
| JB25   | 吉野駅                     | 2.8      | 141.9    | ★        | ｜   | | 福岡県        | 大牟田市        | 大牟田市        |
| JB26   | 銀水駅                     | 2.4      | 144.3    | ★        | ｜   | | 福岡県        | 大牟田市        | 大牟田市        |
| JB27   | 大牟田駅◆■                 | 3.2      | 147.5    | ●        | ●    | 西日本鉄道：T 天神大牟田線（T50） | 福岡県        | 大牟田市        | 大牟田市        |
| JB28   | 荒尾駅                     | 4.1      | 151.6    | ●        | ●    | 九州旅客鉄道：■鹿児島本線（熊本方面） | 熊本県 荒尾市 | 熊本県 荒尾市   | 熊本県 荒尾市   |

1. ↑  篠栗線の正式な終点駅は吉塚駅だが、運転系統上（福北ゆたか線）は全列車が博多駅に乗り入れる。
2. ↑  熊本方面からの列車は運転系統上、すべて大牟田駅方面へ乗り入れる。

- JR九州の直営駅（駅長配置駅）：博多駅、南福岡駅、鳥栖駅、久留米駅、筑後船小屋駅、大牟田駅
- 簡易委託駅：けやき台駅、吉野駅、銀水駅
- 無人駅：都府楼南駅、天拝山駅、田代駅、肥前旭駅、西牟田駅、南瀬高駅、渡瀬駅

その他の駅はJR九州の直営駅だが駅長の配置がない。

#### 荒尾駅 - 八代駅間
- この区間は全駅熊本県内に所在。
- 累計営業キロ数は門司港駅からのもの。
- 停車駅
  - 区間快速・普通…この区間のすべての旅客駅に停車。
- この区間は全区間複線。

| 駅名         | 営業キロ | 営業キロ | 接続路線                                                                                       | 所在地        | 所在地        |
| 駅名         | 駅間     | 累計     | 接続路線                                                                                       | 所在地        | 所在地        |
| ------------ | -------- | -------- | ---------------------------------------------------------------------------------------------- | ------------- | ------------- |
| 荒尾駅       | -        | 151.6    | 九州旅客鉄道： 鹿児島本線（博多方面：JB28）                                                    | 荒尾市        | 荒尾市        |
| 南荒尾駅     | 3.2      | 154.8    |                                                                                                | 荒尾市        | 荒尾市        |
| 長洲駅       | 4.6      | 159.4    |                                                                                                | 玉名郡 長洲町 | 玉名郡 長洲町 |
| 大野下駅     | 4.7      | 164.1    |                                                                                                | 玉名市        | 玉名市        |
| 玉名駅       | 4.5      | 168.6    |                                                                                                | 玉名市        | 玉名市        |
| 肥後伊倉駅   | 4.2      | 172.8    |                                                                                                | 玉名市        | 玉名市        |
| 木葉駅       | 3.9      | 176.7    |                                                                                                | 玉名郡 玉東町 | 玉名郡 玉東町 |
| 田原坂駅     | 3.5      | 180.2    |                                                                                                | 熊本市        | 北区          |
| 植木駅       | 4.4      | 184.6    |                                                                                                | 熊本市        | 北区          |
| 西里駅       | 4.2      | 188.8    |                                                                                                | 熊本市        | 北区          |
| 崇城大学前駅 | 2.9      | 191.7    |                                                                                                | 熊本市        | 西区          |
| 上熊本駅     | 1.6      | 193.3    | 熊本電気鉄道：菊池線（KD01） 熊本市電：上熊本線（上熊本停留場：B1）                            | 熊本市        | 西区          |
| 熊本駅       | 3.3      | 196.6    | 九州旅客鉄道： 九州新幹線・■豊肥本線（阿蘇高原線） 熊本市電：幹線・田崎線（熊本駅前停留場：3） | 熊本市        | 西区          |
| 西熊本駅     | 3.2      | 199.8    |                                                                                                | 熊本市        | 南区          |
| 川尻駅       | 2.1      | 201.9    |                                                                                                | 熊本市        | 南区          |
| 富合駅       | 3.4      | 205.3    |                                                                                                | 熊本市        | 南区          |
| 宇土駅       | 2.2      | 207.5    | 九州旅客鉄道：■三角線（あまくさみすみ線）                                                      | 宇土市        | 宇土市        |
| 松橋駅       | 4.8      | 212.3    |                                                                                                | 宇城市        | 宇城市        |
| 小川駅       | 6.2      | 218.5    |                                                                                                | 宇城市        | 宇城市        |
| 有佐駅       | 5.0      | 223.5    |                                                                                                | 八代市        | 八代市        |
| 千丁駅       | 4.1      | 227.6    |                                                                                                | 八代市        | 八代市        |
| 新八代駅     | 1.9      | 229.5    | 九州旅客鉄道： 九州新幹線                                                                      | 八代市        | 八代市        |
| 八代駅◆      | 2.8      | 232.3    | 九州旅客鉄道：■肥薩線（えびの高原線） 肥薩おれんじ鉄道：肥薩おれんじ鉄道線（OR01）（一部直通） | 八代市        | 八代市        |

1. ↑  あまくさみすみ線（運転系統上の愛称）の終点駅は熊本駅である。
2. ↑  三角線の列車は運転系統上、すべて熊本駅へ乗り入れる。

- JR九州の直営駅（駅長配置駅）：荒尾駅、熊本駅、新八代駅
- JR九州の直営駅（駅長の配置なし）：玉名駅、上熊本駅、川尻駅、宇土駅、松橋駅、小川駅、八代駅
- 簡易委託駅：長洲駅、大野下駅、肥後伊倉駅、木葉駅、植木駅
- 無人駅：南荒尾駅、田原坂駅、西里駅、崇城大学前駅、西熊本駅、富合駅、有佐駅、千丁駅

#### 川内駅 - 鹿児島駅間
- この区間は全駅鹿児島県内に所在。
- ※：門司港駅からの累計営業キロは、八代駅 - 川内駅間の経営分離前に使われていたもの（神村学園前駅・広木駅は当時未開業）。
- 定期列車はすべて普通列車（すべての旅客駅に停車）。
- 線路 … ||：複線区間、◇・｜：単線区間（◇は列車交換可能）、∨：ここより下は単線、∧：ここより下は複線。

| 駅名                         | 営業キロ | 営業キロ  | 営業キロ     | 接続路線                                                                                         | 線路 | 所在地         |
| 駅名                         | 駅間     | 累計      | 累計         | 接続路線                                                                                         | 線路 | 所在地         |
| 駅名                         | 駅間     | 川内 から | 門司港 から※ | 接続路線                                                                                         | 線路 | 所在地         |
| ---------------------------- | -------- | --------- | ------------ | ------------------------------------------------------------------------------------------------ | ---- | -------------- |
| 川内駅◆                      | -        | 0.0       | 349.2        | 九州旅客鉄道： 九州新幹線 肥薩おれんじ鉄道：肥薩おれんじ鉄道線（OR28）（一部直通）               | ◇    | 薩摩川内市     |
| 隈之城駅                     | 2.6      | 2.6       | 351.8        |                                                                                                  | ◇    | 薩摩川内市     |
| 木場茶屋駅                   | 3.1      | 5.7       | 354.9        |                                                                                                  | ∧    | 薩摩川内市     |
| 串木野駅                     | 6.3      | 12.0      | 361.2        |                                                                                                  | ∨    | いちき串木野市 |
| 神村学園前駅                 | 2.2      | 14.2      | -            |                                                                                                  | ｜   | いちき串木野市 |
| 市来駅                       | 2.4      | 16.6      | 365.8        |                                                                                                  | ◇    | いちき串木野市 |
| 湯之元駅                     | 3.8      | 20.4      | 369.6        |                                                                                                  | ◇    | 日置市         |
| 東市来駅                     | 2.5      | 22.9      | 372.1        |                                                                                                  | ∧    | 日置市         |
| 伊集院駅                     | 5.9      | 28.8      | 378.0        |                                                                                                  | \|\| | 日置市         |
| 薩摩松元駅                   | 5.3      | 34.1      | 383.3        |                                                                                                  | \|\| | 鹿児島市       |
| 上伊集院駅                   | 2.4      | 36.5      | 385.7        |                                                                                                  | \|\| | 鹿児島市       |
| 広木駅                       | 5.0      | 41.5      | -            |                                                                                                  | \|\| | 鹿児島市       |
| 鹿児島中央駅                 | 4.6      | 46.1      | 395.3        | 九州旅客鉄道： 九州新幹線・■指宿枕崎線 鹿児島市電：第二期線・唐湊線（鹿児島中央駅前停留場：N11） | \|\| | 鹿児島市       |
| 鹿児島駅                     | 3.2      | 49.3      | 398.5        | 九州旅客鉄道：■日豊本線 鹿児島市電：第一期線（鹿児島駅前停留場：I01・N01）                       | ∨    | 鹿児島市       |
| （貨）鹿児島貨物ターミナル駅 | 3.2      | 49.3      | 398.5        |                                                                                                  | ∨    | 鹿児島市       |

1. ↑  日豊本線の列車は運転系統上、全列車鹿児島中央駅へ乗り入れる

- JR九州の直営駅（駅長配置駅）：川内駅、鹿児島中央駅、鹿児島駅
- JR九州の直営駅（駅長の配置なし）：伊集院駅、上伊集院駅
- 簡易委託駅：湯之元駅、東市来駅
- 無人駅：隈之城駅、木場茶屋駅、串木野駅、神村学園前駅、市来駅、薩摩松元駅、広木駅

### 日本貨物鉄道
博多臨港線（通称）
香椎駅 - 千早操車場 -（貨）福岡貨物ターミナル駅(3.7km)

### 廃止区間
貨物支線（外浜方面）
門司港駅 -（貨）外浜駅(0.9km)
- 2005年10月休止、2008年9月5日廃止

貨物支線
黒崎駅 - （貨）黒崎港駅(2.1km)
- 1982年2月28日廃止

博多臨港線（通称）
（貨）福岡貨物ターミナル駅  -（貨）博多港駅 -（臨）福岡ボート前駅 -（貨）福岡港駅 -（貨）福岡市場駅(8.5km)
- 1998年までに廃止

貨物支線
八代駅 - （貨）球磨川駅(1.3km)
- 1945年6月10日廃止

貨物支線
鹿児島駅 - （貨）鹿児島港駅(1.9km)
- 1984年2月1日廃止

### 経営移管された区間
- 2004年3月13日に肥薩おれんじ鉄道に移管された区間。設置駅・駅名は移管前日時点のもの
- ( ) 内の数値はJR時代（1999年以降）に使用されていた門司港駅からの営業キロ（主要駅のみ記載）

八代駅 (232.3 km) - 肥後高田駅 - 日奈久駅（現在の日奈久温泉駅） - 肥後二見駅 - 上田浦駅 - 肥後田浦駅 - 海浦駅 - 佐敷駅 - 湯浦駅 - 津奈木駅 - 初野信号場（現在の新水俣駅） - 水俣駅 (281.9 km) - 袋駅 - 米ノ津駅 - 出水駅 (297.9 km) - 西出水駅 - 高尾野駅 - 野田郷駅 - 折口駅 - 赤瀬川信号場 - 阿久根駅 (318.5 km) - 牛ノ浜駅 - 薩摩大川駅 - 西方駅 - 薩摩高城駅 - 草道駅 - 上川内駅 - 川内駅 (349.2 km)
経営移管前の当該区間における運行形態は、全区間を通して特急つばめが毎時1本、普通列車が当該区間中ほどの水俣駅または出水駅で分断し、八代・川内各方面とも1 - 3時間に1本の運転であった。八代側には八代駅 - 日奈久駅（当時）・佐敷駅・水俣駅間、水俣駅 - 出水駅・西鹿児島駅（当時）、川内側には上川内始発の西鹿児島行きの区間運転列車も存在した。

### 過去の接続路線
- 門司港駅：
  - 関門航路 - 1964年11月1日廃止
  - 西鉄北九州線 - 1985年10月19日廃止
- 小森江操車場：関森航路 - 1942年7月9日廃止
- 富野信号所：
  - 小倉裏線（小倉南線）- 1916年6月21日廃止
- 門司駅：
  - 西鉄北九州線 - 1985年10月19日廃止
- 東小倉駅：日田線 - 1962年10月1日廃止
- 小倉駅：
  - 大蔵線 - 1911年10月1日廃止
  - 西鉄北九州線 - 1992年10月24日廃止
- 枝光駅：西鉄北九州線 - 1985年10月19日廃止
- 八幡駅：西鉄北九州線 - 1992年10月24日廃止
- 黒崎駅：大蔵線 - 1911年10月1日廃止
- 折尾駅：西鉄北九州線 - 2000年11月26日廃止
- 遠賀川駅：
  - 芦屋線 - 1961年6月1日廃止
  - 室木線 - 1985年4月1日廃止
- 福間駅：津屋崎軌道 - 1939年4月1日廃止
- 吉塚駅：
  - 西鉄福岡市内線 - 1973年1月5日廃止
  - 勝田線 - 1985年4月1日廃止
- 博多駅：
  - 西鉄福岡市内線 - 1979年2月11日廃止
  - 筑肥線 - 1983年3月22日廃止
- 二日市駅：
  - 太宰府軌道 - 1929年10月1日廃止
  - 朝倉軌道 - 1939年8月21日休止、1940年4月19日廃止
- 久留米駅：
  - 筑後軌道 - 1929年3月25日
  - 西鉄上久留米線 - 1948年7月5日休止、1951年12月25日廃止
- 羽犬塚駅：
  - 矢部線 - 1985年4月1日廃止
  - 南筑軌道 - 1940年6月24日廃止
  - 三潴軌道 - 1930年6月17日廃止
- 瀬高駅：（1942年3月31日まで矢部川駅と称していた）
  - 柳河軌道 - 1932年2月21日廃止
  - 九州肥筑鉄道 - 1938年12月16日廃止
  - 佐賀線 - 1987年3月28日廃止
- 大牟田駅：西鉄大牟田市内線 - 1952年1月6日休止、1954年3月15日廃止
- 荒尾駅：荒尾市営電気鉄道 - 1964年10月1日廃止
- 植木駅：山鹿温泉鉄道 - 1957年休止、1965年2月4日廃止
- 上熊本駅：
  - 大日本軌道熊本支社 - 1920年7月2日廃止
  - 熊本電鉄熊本市内軌道線→熊本市電坪井線 - 1970年5月1日廃止
    - 熊本電鉄上熊本倉庫線 - 1966年7月6日廃止
- 川尻駅：熊本市電川尻線 - 1965年2月21日廃止
- 水俣駅：山野線 - 1988年2月1日廃止
- 川内駅：宮之城線 - 1987年1月10日廃止
- 伊集院駅：鹿児島交通枕崎線 - 1984年3月18日廃止

## 新駅設置計画
- 太宰府信号場を旅客駅に昇格させる計画がある。
- 九州大学箱崎キャンパス跡地の再開発の一環として、福岡市地下鉄箱崎線と西鉄貝塚線の貝塚駅付近の、千早駅 - 箱崎駅間に貝塚新駅（仮称）を設置する予定[125][128][129]。2027年頃に開業予定[126][17]。